# George Washington
George Washington (Popes Creek, Virginia, 1732. február 22. – Mount Vernon, Virginia, 1799. december 14.) amerikai politikus és katona, a függetlenségi háború főparancsnoka és az Egyesült Államok első elnöke 1789-től 1797-ig. Egyike az amerikai "alapító atyáknak", az USA egyik nemzeti hőse. Róla nevezték el az ország fővárosát és egyik tagállamát.
Washington gazdag földbirtokos családban született. Fiatalon a virginiai gyarmati milíciában szolgált és a hétéves háborúban harcolt a franciák és indián szövetségeseik ellen. Később beválasztották a gyarmati törvényhozásba. A függetlenségi mozgalom egyik támogatójaként Virginia őt küldte a Kontinentális kongresszusba, ahol a függetlenségi háború kirobbanásakor megválasztották a felkelés katonai főparancsnokává. Számos kisebb-nagyobb ütközetben vett részt, ahol rosszul felfegyverzett és kiképzett milíciáival sikeresen vette fel a harcot a jobban ellátott, professzionális brit hadsereg ellenében. Francia segítség mellett ő vezette Yorktown ostromát, amely után a britek békét kértek és elismerték az Egyesült Államok függetlenségét. A háború után Washington önként lemondott főparancsnoki címéről.
Washington fontos szerepet játszott az amerikai alkotmány megszövegezésével megbízott Alkotmányozó gyűlés összehívásában és őt választották a testület elnökévé. Miután az alkotmánnyal létrejött az elnöki poszt, az elektorok egymás után kétszer is egyhangúlag őt választották meg az ország elnökévé. Washington igyekezett felülemelkedni a pártpolitikai harcokon, de Alexander Hamilton pénzügyminiszter és Thomas Jefferson külügyminiszter vitájában az előbbi elképzelését, ez erős központi kormányzatot és az egységes financiális politikát támogatta. A francia forradalom után kinyilvánította semlegességét az angol-francia háborúban, a britekkel pedig megkötötte a két ország kapcsolatát normalizáló Jay-szerződést. Szabadkőműves volt, emellett hithű anglikán, aki síkra szállt a vallási toleranciáért.
Halálát feltehetően orvosi műhiba okozta; súlyos megfázása után eret vágtak rajta és túl sok vért vesztett. Halála után egyike lett az amerikaiak nemzeti hőseinek, számos várost, megyét, egyetemet neveztek el róla, emlékművei szerte az országban megtalálhatóak.

## Ifjúsága (1732–1752)

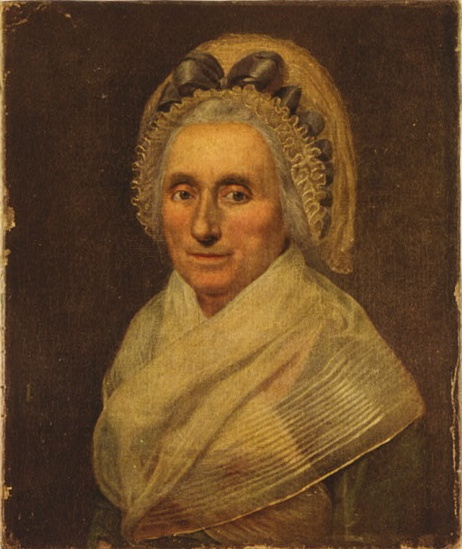
Mary Ball Washington, George anyja

George Washington 1732. február 22-én született a virginiai Popes Creek ültetvényen. Családja ingatlanspekulációkból gazdagodott meg. Dédapja, John Washington 1656-ban vándorolt ki a northamptonshire-i Sulgrave-ből az észak-amerikai brit gyarmatokra, ahol Virginiában mintegy kétezer hektárnyi földbirtokot szerzett. Unokája, Augustine és annak felesége, Mary Washington (lánykori nevén Ball) hat gyermeke közül George volt a legidősebb. Apjának, aki békebíróként nagy tekintélynek örvendett, Jane Butlerrel kötött korábbi házasságából már született három másik gyereke. A család 1735-ben a Little Hunting Creek-i, onnan pedig 1738-ban a Fredericksburg melletti Ferry Farm-i ültetvényére költözött. Augustine 1743-ban meghalt, George pedig megörökölte Ferry Farm-ot (és tíz rabszolgát); idősebb féltestvére, Lawrence Washington (1718–1752) Little Hunting Creek-et kapta, amit aztán átnevezett Mount Vernon-ra.
Míg idősebb bátyjai az angliai Appleby Grammar School-ban tanulhattak, George nem részesült formális oktatásban, bár tanult matematikát, trigonometriát és földmérést; ennek köszönhetően ügyesen rajzolt térképeket. Mire felnőtt megtanult erőteljesen és szabatosan fogalmazni, bár írásaiból hiányzott a szellem és a humor.
George gyakran tett látogatásokat Mount Vernon-ban és Lawrence apósának, William Fairfaxnak belvoiri ültetvényén. Fairfax hamarosan egyfajta pótapaként a szárnyai alá vette George-ot, aki 1748-ban egy hónapot töltött azzal a csapattal, amelyik felmérte Fairfaxnak a Shenandoah-völgyben fekvő birtokát. A következő évben hivatalos földmérői engedélyt kapott a William & Mary Egyetemtől, Fairfax pedig kinevezte a gyarmat Culpeper megyéjének földmérőjévé. George 1750-ig töltötte be az állást. 1752-ig 600 hektárnyi földet vásárolt a völgyben, ahol összesen 937 hektáros birtoka volt.
1751-ben elkísérte Lawrence-t Barbadosra – ez volt egyetlen külföldi útja -, ahol bátyja tuberkulózisát próbálta kúrálni. Az út során elkapta a feketehimlőt, amit szerencsésen átvészelt, bár arca kissé heges maradt. Lawrence a következő évben meghalt, George pedig bérbe vette Mount Vernon-t az özvegyétől; annak 1761-es halála után pedig meg is örökölte.

## Gyarmati katonai pályafutása (1752–1758)
Washington Lawrence bátyja példáját követve – aki adjutánsi (a brit hadseregben az adjutáns nem segédtiszt volt, hanem magas adminisztratív pozíció) tisztséget töltött be a virginiai gyarmati milíciában – jelentkezett a hadseregbe. Robert Dinwiddie kormányzóhelyettes őrnagyi rangban kinevezte a négy milíciakörzet egyikének élére. A britek és a franciák között ekkor éles verseny folyt az Ohio folyó völgyéért és mindkét fél több erődöt épített a térség ellenőrzésére.
1753 októberében Dinwiddie megbízta Washingtont hogy követként szólítsa fel a franciákat a britek által igényelt területek kiürítésére,  kössön békét az irokézekkel és kémlelje ki a francia csapatok elhelyezkedését. Washington tárgyalt Tanacharison irokéz főnökkel (akit az európaiak "Félkirály" néven ismertek), támogatást ígért neki a franciák ellen és novemberben elérte az Ohio folyót. Itt egy francia járőr elfogta és Fort Le Boeuf-be kísérte, ahol barátságosan fogadták. Átadta a brit követeléseket Jacques Legardeur de Saint-Pierre parancsnoknak, aki hivatalos visszautasító választ adott, majd a visszaútra ellátta az angol követséget elegendő élelemmel és meleg ruhával. Washington 77 nap alatt, téleleji időjárási viszonyok közepette teljesítette kényes küldetését, amivel elnyerte feljebbvalói elismerését.

### A hétéves háború

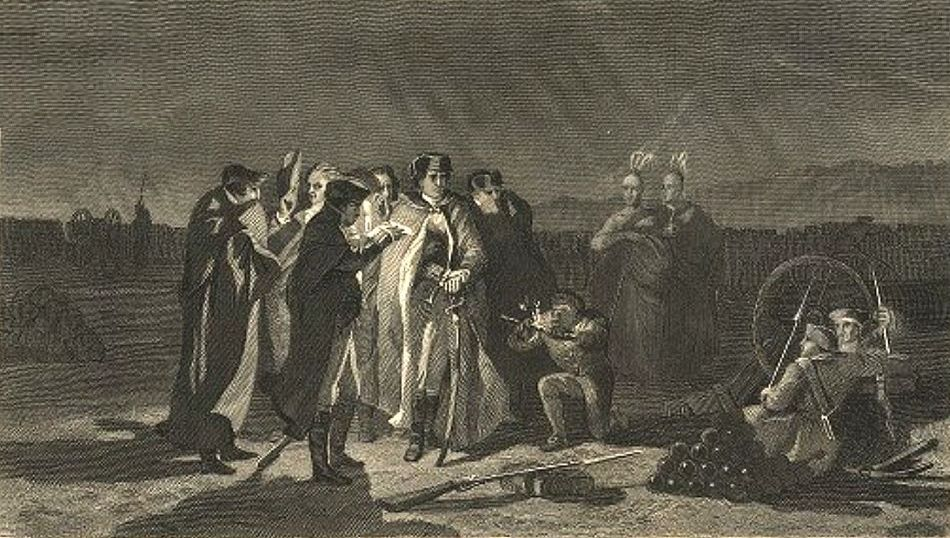
Washington éjszakai haditanácsot tart a Fort Necessity-i csata előtt

1754 februárjában Dinwiddie alezredessé léptette elő és kinevezte a 300 fős virginiai ezred parancsnokhelyettesének. Az ezred azt a parancsot kapta, hogy az Ohio-elágazástól (az Allegheny és Monongahela folyók találkozásánál, ahonnan azok Ohio néven folytatják útjukat) űzze el a francia erőket. Washington áprilisban elindult a fele ezreddel a helyszínre, de megtudta, hogy egy mintegy ezerfős francia kontingens megkezdte Fort Duquesne építését. Májusban védekező pozíciót vett fel a közelben, mikor jelentették, hogy a franciák tábort ütöttek, mintegy 11 km-re tőlük. Washington úgy döntött, hogy nem engedi át az ellenségnek a kezdeményezést és május 28-án kis létszámú gyarmati milíciájával és néhány indián segítővel rajtaütött a táboron, ahol csak 35 francia tartózkodott.

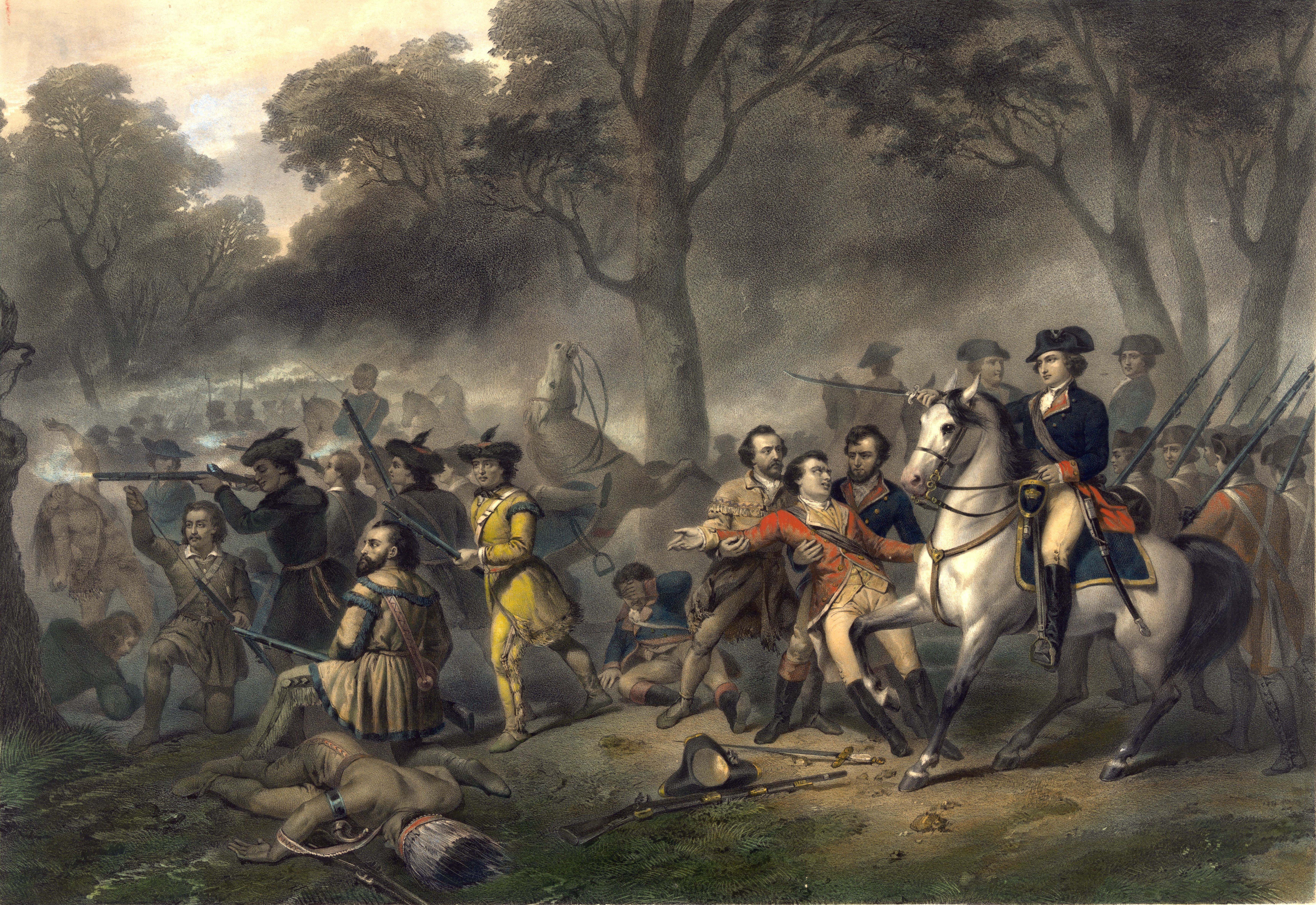
Washington (lóháton) a monongahelai csatában (1834)

Az ún. Jumonville-incidens során a britek és az indiánok gyorsan végeztek tíz francia katonával, a többiek megadták magukat. Az elesettek között volt (más beszámolók szerint elfogták, de a támadókkal tartó Tanacharison irokéz főnök megölte) Joseph Coulon de Jumonville, akit követségbe küldtek a britekhez. Amikor a franciák később holtan és megskalpolva találtak rá és a többi katonára, Washingtont tartották felelősnek, aki szerint a tolmács nem fordította megfelelően, hogy Jumonville követségben járt. Az incidens kiélezte a brit-francia viszonyt és hozzájárult az ún. francia és indián háború kitöréséhez (amely később a hétéves háború észak-amerikai színterévé vált).
Washington visszavonult és egy erődítményt építtetett, amit Fort Necessity-nek nevezett el. Itt csatlakozott hozzá az ezred másik fele és egy mintegy százfős erősítés a dél-karolinai ezredtől. Miután a parancsnok a lováról leesve meghalt, Washingtont nevezték ki az egység élére. Július 3-án a franciák Jumonville bátyja, Louis Coulon de Villiers vezetésével megtámadták az erődöt. A támadók seregét 600 francia katona és 100 indián alkotta, így közel kétszeres túlerőben voltak. Az első összecsapás után Washington szabad elvonulás fejében átadta az erődöt a franciáknak. Hazatérése után Washington feddést várt, de Dinwiddie a rossz utánpótlást a többi gyarmat támogatásának hiányát okolta a kudarcért. A virginiai ezredet ezt követően James Innes ezredes által vezetett összgyarmati erőkbe osztották be. Washingtonnak felajánlottak egy parancsnoki helyet a milíciában, amit ő nem fogadott el és lemondott katonai tisztségéről.

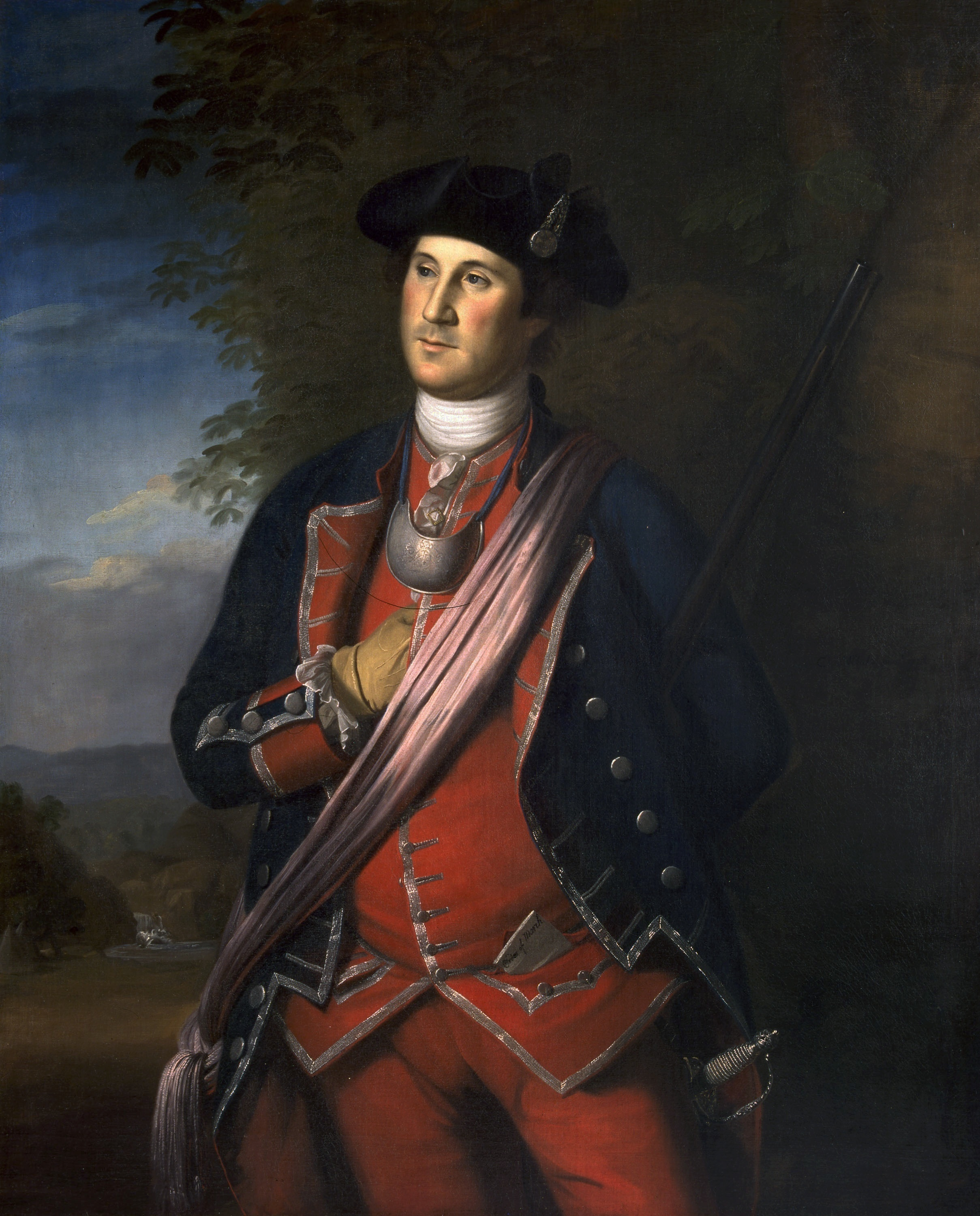
George Washington ezredes (Charles Willson Peale képe, 1772)

A következő évben Washington önkéntesként szolgált Edward Braddock tábornok szárnysegédjeként, aki a Fort Duquesne és az Ohio-menti francia hadállások elleni hadmozdulatot vezette. Javaslatára a tábornok a seregét egy fő és egy könnyű felszerelésű, gyorsan mozgó "repülő" hadoszlopra osztotta. A vérhasban szenvedő Washington hátramaradt, majd amikor utolérte a külön haladó "repülő" hadoszlopot, azt meglepetésszerűen megtámadták a franciák és indián szövetségeseik. A britek egyharmada elesett (köztük maga Braddock tábornok is), másik harmada megsebesült. A beteg Washington Thomas Gage alezredes parancsnoksága alatt megszervezte a visszavonulást és segített kimenteni a megmaradt csapatokat. Eközben két lovat lőttek ki alóla, kalapját és kabátját is golyó ütötte át. Bátorságával helyrehozta a Fort Necessitynél megtépázott reputációját.
1755 augusztusában újjászervezték a virginiai ezredet, Dinwiddie pedig ezredesi rangban Washingtont nevezte ki az élére. 1758-ban az ezredet beosztották a Fort Duquesne elfoglalását célzó Forbes-féle hadjárat erői közé. Bár Washington nem értett egyet a haderő parancsnokának, John Forbes tábornoknak a taktikájával és a vonulási útvonallal sem, mégis címzetes dandártábornokká nevezték ki és rábízták a három dandár egyikét. A franciák azonban kiürítették az erődöt, még a britek megérkezte előtt, így Washingtonnak csak azt az incidenst kellett kezelnie, amikor az angolok tévedésből egymásra lőttek és ennek során 14-en meghaltak, 26-an pedig megsebesültek. Végleges királyi tiszti kinevezést nem kapott. A háború még négy évig tartott, de Washington lemondott a rangjáról és visszatért Mount Vernon-ba. Parancsnoksága alatt a virginiai ezred számos indián támadást elhárított , az egység létszámát pedig háromszázról ezerre növelte. A virginiai határvidék telepeseit kevésbé zaklatták az indiánok, mint más gyarmatokon. Katonai karrierje során megtanulta vezetni az embereket és – ami később nélkülözhetetlennek bizonyult – megismerte a brit hadsereg taktikáit.

## Házassága és polgári élete (1755–1775)

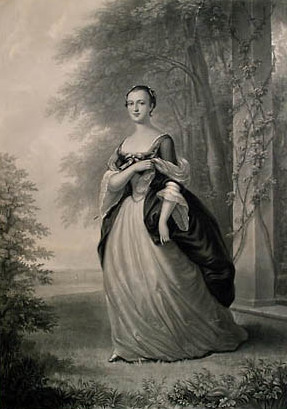
Martha Washington (John Wollaston 1757-es festménye alapján készült rajz)

A 26 éves Washington 1759. január 6-án feleségül vette a nála egy évvel idősebb Martha Dandridge Custist, egy gazdag ültetvényes özvegyét, akinek korábbi házasságából már volt két gyermeke. Házasságuk boldognak bizonyult. Martha, amellett hogy intelligens és bájos volt, az ültetvények ügyeinek intézésében is tapasztalatokkal bírt. Közös gyerekük nem született; ennek oka feltételezések szerint Washington korábbi feketehimlőjének mellékhatása vagy Martha utolsó szülése során szerzett sérülése lehetett. A házaspár Mount Vernonban élt, dohányt és búzát termeltek és részt vettek a helyi közösség politikai életében. Washington kezelte a 7300 hektáros és 84 rabszolgát dolgoztató Custis-birtok Marthára eső özvegyi harmadát, valamint a gyerekek nagykorúvá válásáig a további kétharmadot is; a saját földbirtokaival együtt ezzel Virginia leggazdagabb emberei közé került.
1770-ben Virginia akkori kormányzója, Lord Botetourt Washington ösztönzésére beváltotta Dinwiddie még 1754-ben tett ígéretét és földet osztott a francia háború önkénteseinek. Washington bejárta az Ohio és a Kanawha völgyét, majd megbízta korábbi beosztottját, William Crawfordot azok felmérésével. Crawford 9400 hektárt osztott ki Washingtonnak, aki ezután még további 8000 hektárt megvásárolt a veteránoktól, mondván hogy az ottani föld túlságos dimbes-dombos és nem alkalmas földművelésre. Voltak akik úgy érezték, hogy rászedték őket. Washington ezenfelül megduplázta Mount Vernon-i birtokát (2600 hektárosra), az ottani rabszolgák számát pedig több mint százra növelte.
Közéleti tevékenységének kezdeteként 1755-ben támogatta barátjának, George William Fairfaxnak a jelölését a virginiai gyarmati gyűlésbe. A kampány során dulakodásba keveredett egy másik ültetvényessel, William Payne-nel. Payne már azt várta, hogy párbajra hívják, de Washington másnap bocsánatot kért tőle. Katonai tapasztalata és földbirtokosi tekintélye révén 1758-tól hét éven keresztül Washington maga is képviselte Frederick megyét a gyarmati törvényhozásban. Politikai pályafutásának elején ritkán szólalt fel, az 1760-as évektől kezdve azonban egyre többször kritizálta a brit adóztatást és a gyarmatokat hátrányosan érintő merkantilista gazdaságpolitikát.
Földbirtokosként legtöbb jövedelme ültetvényeiből származott, amelyeken elsősorban dohányt termelt. A dohány ára azonban leesett, Mount Vernonban pedig a talajerózió miatt csökkent a termés, így mivel Washington folytatta költekező életmódját, 1764-re 1800 dollárnyi adósságot halmozott fel. Emiatt Mount Vernonban átállt a búzatermesztésre, malmot épített és a halászatba is belefogott. Szabad idejében rókára vadászott, horgászott, szeretett táncolni, színházba járni, kártyázni, ostáblát és biliárdot játszani. Gyakran hívott vendégeket; 1768 és 1775 között mintegy kétezer vendéget fogadott, többnyire befolyásos személyiségeket.
Nevelt lánya, Patsy Custis tizenkét éves korától epileptikus rohamoktól szenvedett és 1773-ban, 17 évesen Washington karjaiban meghalt.

### Politikai aktivitása
Washington egyre inkább London-ellenes nézeteiről vált ismertté. Keserűség maradt benne amiatt is, hogy korábban katonatisztként nem vették át a királyi hadseregbe, földbirtokosként pedig felháborodott azon, hogy anélkül rónak ki adókat a gyarmatokra, hogy a londoni parlamentben képviseletük lehetne. Tiltakozott az 1763-as királyi proklamáció miatt, amely megtiltotta az Allegheny-hegységtől nyugatra való letelepedést és a gyarmatiak kárára védte a brit prémkereskedelmet. Úgy vélte, hogy az 1765-ös bélyegtörvény (amely a nyomtatott papírtermékekre újabb közvetlen adót vetett ki) az "elnyomás törvénye" és üdvözölte amikor a következő évben visszavonták. Amikor 1767-ben a Townshend-törvényekkel a bélyegtörvény miatt elmaradt jövedelmek pótlására újabb adókat vetettek ki az Angliából importált árukra, Washington élére állt a széles körű tiltakozásoknak. 1769-ben ő nyújtotta be a George Mason által megfogalmazott javaslatot, amely felszólította a virginiaiakat a brit termékek bojkottjára. A törvényeket 1770-re nagyrészt visszavonták, de a tea különadója megmaradt. Ennek volt a következménye 1773 decemberében a hírhedt bostoni teadélután, amely során a gyarmatiak a tengerbe szórták három brit hajó teaszállítmányát. Erre válaszul a londoni parlament büntetésképpen elvette Massachusetts önkormányzati jogosultságait, amit Washington úgy értékelt, mint "támadást jogaink és kiváltságaink ellen". Felszólította az amerikaiakat, hogy ne engedjenek a zsarnokságnak, mert "a szokás és a gyakorlat olyan meghunyászkodó, alávaló rabszolgákká tesz minket, mint azok a feketék, akiket tetszésünk szerint uralunk". 1774 júliusában a Fairfax megyei bizottság, amelynek Washington volt az elnöke, elfogadta az általa és George Mason által fogalmazott ún. fairfaxi határozatot a Kontinentális kongresszus összehívására. Augusztus 1-én a virginiai gyűlés úgy döntött, hogy Washington képviselje a gyarmatot az első Kontinentális kongresszuson. Ahogy a politikai feszültség egyre nőtt, Washington segédkezett a virginiai fegyveres milíciák kiképzésében és megszervezte a brit termékek elleni bojkottot.
A feszültség 1775. április 19-én a lexingtoni és concordi csatákkal, valamint Boston ostromával fegyveres összecsapássá eszkalálódott. Kitört az amerikai függetlenségi háború. A gyarmatiak megosztottak voltak a függetlenség kérdésében: az ún. "hazafiak" elszakadtak volna Nagy-Britanniától, míg a lojalisták ezt túlzottan radikális lépésnek gondolták és inkább III. György védelme alatt maradtak volna. Washington a háború kitörésének hírét "kijózanodva és megdöbbenve" fogadta, majd május 4-én elhagyta Mount Vernon-t és Philadelphiába sietett, a Kontinentális kongresszusra.

## A függetlenségi háború főparancsnoka (1775–1783)

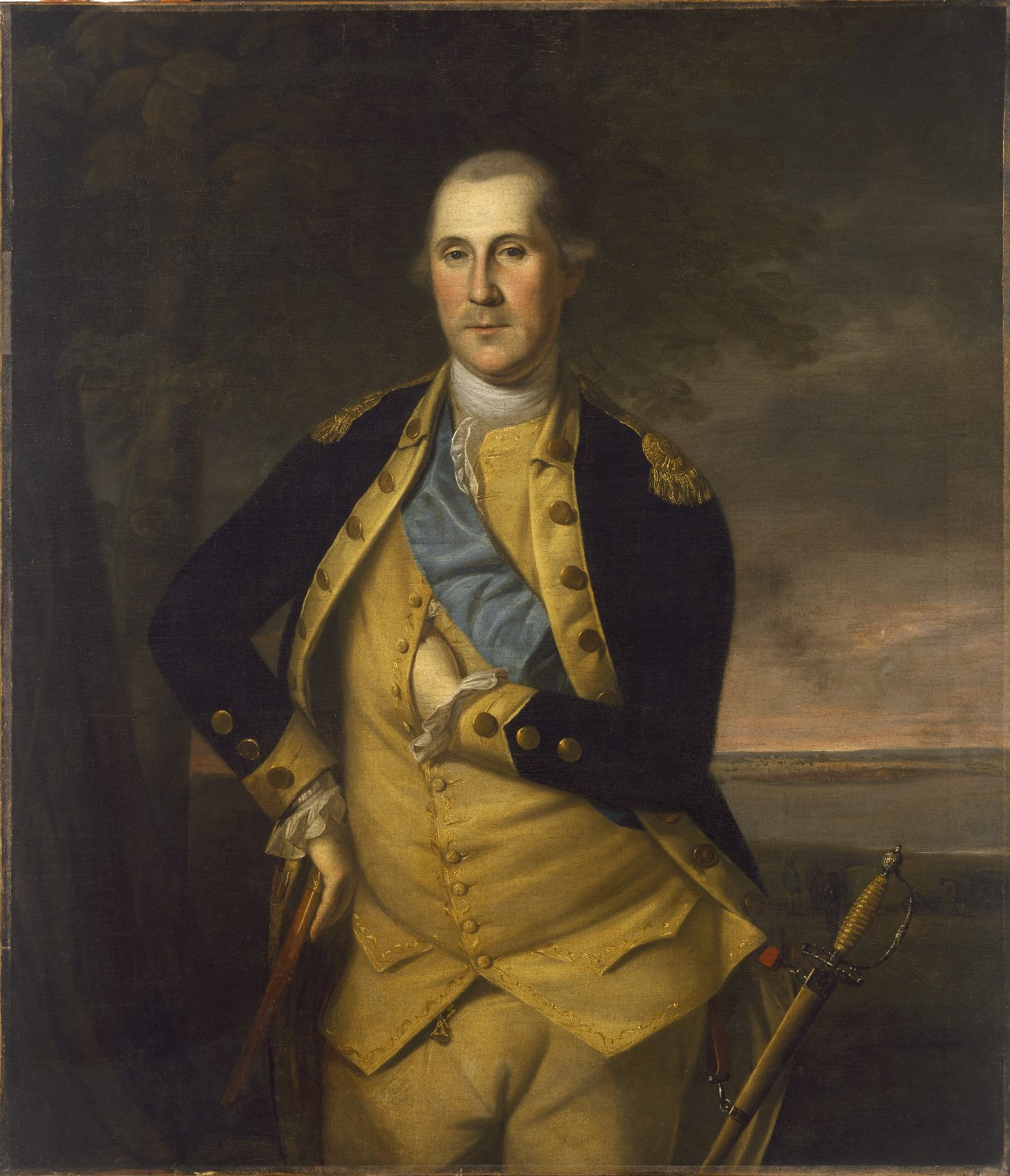
Washington tábornok, a Kontinentális Hadsereg főparancsnoka (Charles Willson Peale képe, 1776)

1775. június 14-én a Második kontinentális kongresszus felállította a Kontinentális Hadsereget, amelynek élére Samuel és John Adams Washingtont jelölte. Állítólag John Hancock kongresszusi elnöknek is voltak hasonló ambíciói, de Washingtonnak már volt katonai tapasztalata és úgy vélték, hogy egy virginiai jobban tudja egyesíteni a Tizenhárom gyarmatot. A kongresszus másnap egyhangúlag elfogadta a jelölését.
Washington katonai egyenruhában jelent meg a kongresszus előtt és elfogadta a megbízatást. Fizetést nem kért, bár költségeit később megtérítették. Június 22-én hivatalosan is kinevezték "az Egyesült Gyarmatok hadseregének és minden felállított és felállítandó haderejének tábornokává és főparancsnokává", egyúttal utasították hogy vegye át Boston ostromának vezetését. Washington vezérkarát is a kongresszus nevezte ki, köztük Artemas Ward, Horatio Gates, Charles Lee, Philip Schuyler és Nathanael Greene tábornokokat, valamint Henry Knox és Alexander Hamilton ezredeseket. Az újdonsült főparancsnok Knoxot kinevezte a tüzérség élére, Benedict Arnold ezredest pedig megbízta a kanadai támadó hadmozdulat vezetésével.
Washington eleinte ellenezte, hogy rabszolgákat is besorozzanak a Kontinentális Hadseregbe, de miután a britek szabadságot ígértek minden rabszolgának, aki fegyvert fog a lázadók ellen, beleegyezett hogy szabad feketék szolgálhassanak a hadseregében. A háború végére Washington hadseregének mintegy egytizede állt feketékből.

### Boston ostroma

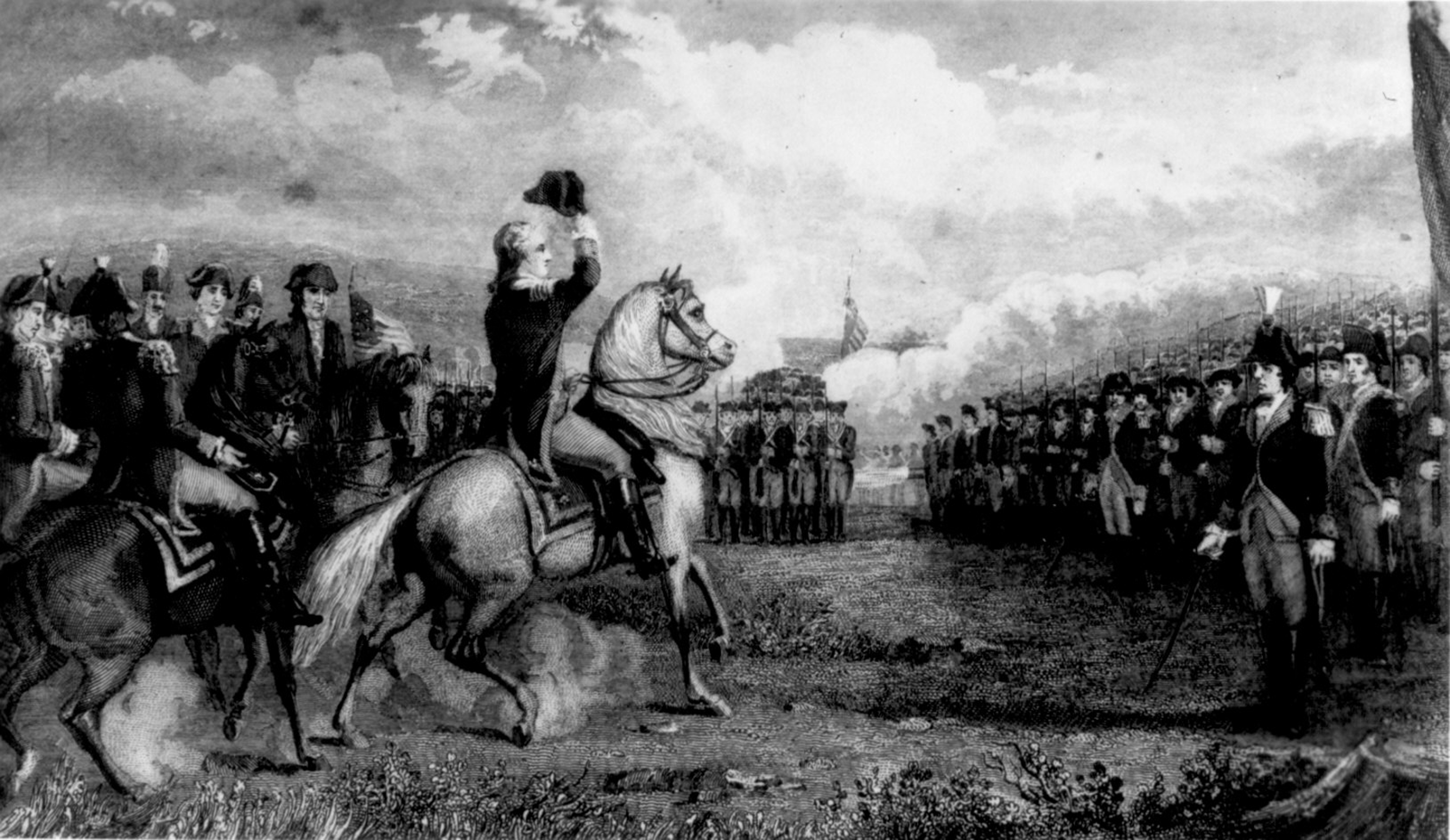
Washington átveszi a Kontinentális Hadsereg vezetését

1775 elején az egyre gyakoribb lázongásokra válaszul London Thomas Gage vezetésével brit csapatokat küldött, hogy szállják meg Bostont. A király katonái városszerte erődítéseket emeltek. A környező milíciák körbevették a várost, csapdába ejtve a briteket, de nem voltak elég erősek egy frontális támadáshoz (ez a Bunker Hill-i csatánál kiderült), így patthelyzet alakult ki.
Washington 1775. július 2-án érkezett Boston alá és Cambridge-ben állította fel a főhadiszállását. A szemle után kiderült, hogy a rendelkezésére álló haderő csak fegyelmezetlen, rosszul felszerelt milícia. Benjamin Franklin tanácsára erőteljes kiképzést és szigorú fegyelmet vezetett be, az engedetlenséget korbácsolással, elzárással büntette. Utasította tisztjeit, hogy igyekezzenek megtalálni a katonák hasznos képességeit; az inkompetensnek bizonyuló tiszteket maga is felmentette a szolgálat alól. 1775 októberében III. György király bejelentette, hogy a gyarmatokon nyílt lázadás tört ki, felmentette a tehetetlen Gage-et és helyére William Howe tábornokot nevezte ki.
Eközben Benedict Arnold Quebec elleni támadása – amihez Washington tiltakozása ellenére Boston ostromától is vontak el önkénteseket – összeomlott, a veszteségek meghaladták az 50%-ot és az amerikaiak kénytelenek voltak visszavonulni.
1776 januárjára a felkelők hadserege – részben az adott időre behívottak távozása miatt – felére, 9600 emberre csökkent, bár ezt némileg kompenzálta, hogy Knoxnak sikerült nehéztüzérséget zsákmányolnia a Ticonderoga-erődből. Mikor a Charles-folyó befagyott, Washington rohamot akart elrendelni a város ellen, de Gates tábornok és a többi főtiszt lebeszélték róla, mert tartottak attól, hogy a beásott brit hivatásos katonaság vérfürdőt rendez képzetlen milíciájuk sorai között. Washington vonakodva beleegyezett, hogy március 9-ének éjszakáján, a sötétség leple alatt felvontassák a 30 m magas Dorchester Heights-re ágyúikat és onnan lőjék a kikötőben tartózkodó hajókat. Ezt követően a britek és a lojalisták tíz nap alatt sietősen kiürítették Bostont. Washington 500 katonával szállta meg a várost, szigorúan megtiltotta a fosztogatást és katonai kormányzás helyett a civil hatóságoknak adta át a kormányzást.

### A Long Island-i csata

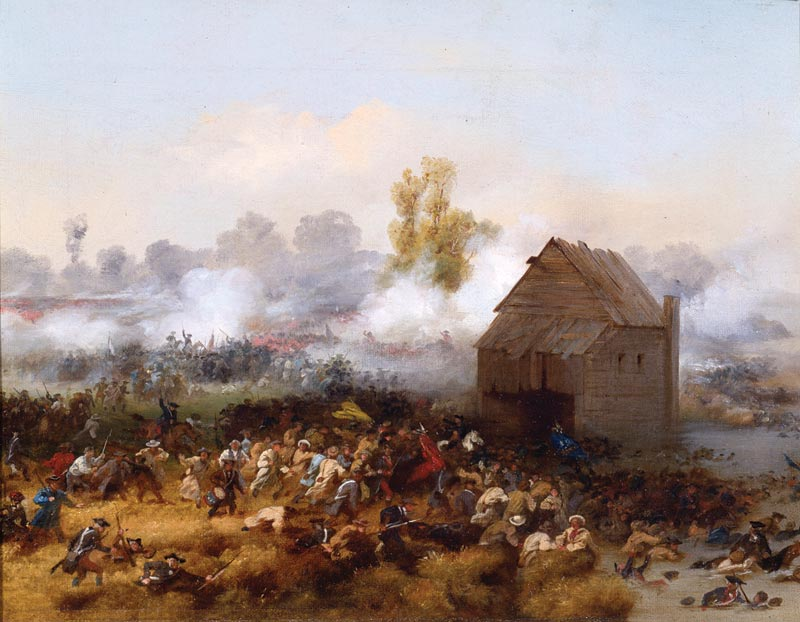
A Long Island-i csata (Alonzo Chappel képe, 1858)

Washington ezt követően New York-ba ment, ahová 1776. április 13-án érkezett meg és azonnal erődítéseket kezdett építtetni, hogy megvédje a várost a várható brit támadástól. Katonáit itt is utasította, hogy tisztelettel bánjanak a polgárokkal, hogy ne kerüljön sor olyan incidensekre, mint amiket a bostoniaknak kellett elszenvedniük a király katonáitól. Egyik testőrét, Thomas Hickey-t, aki állítólag összeesküvést szőtt a főparancsnok meggyilkolására vagy elfogására, felakasztották.
Howe tábornok valóban New York-ot akarta elfoglalni, mert úgy vélte, hogy a város birtoklása a kulcs az észak-amerikai gyarmatok uralásához. George Germain gyarmatügyi miniszter is azt szorgalmazta, hogy egyetlen "döntő csapással" számoljanak le a felkeléssel. Az Új-Skócia-i Halifaxból érkező brit csapatok július 2-án kezdték meg a partraszállást Staten Islanden és ostrom alá vették New Yorkot. Két nappal később a Kongresszus kiadta a Függetlenségi nyilatkozatot, melyben deklarálták szakításukat a királlyal és Nagy-Britanniával, megalapítva a "szabad és független államok szövetségét".
Howe-nak 32 ezer főnyi brit reguláris és hesseni segédcsapat állt a rendelkezésére, amellyel Washington 23 ezer, jórészt alig kiképzett katonát vagy milíciát tudott szembeállítani. Augusztusban Howe 20 ezer katonát tett partra Brooklynban és megtámadta az amerikaiak erődítéseit. Washington, főtisztjei tanácsa ellenére, a harcot választotta, mert – tévesen – úgy tudta, hogy a britek csak 8 ezer fővel indultak meg ellene. A Long Island-i csatában a britek oldalba támadták a védekező amerikaiakat és 400 fős veszteséggel 1500-at megöltek közülük. Washington kénytelen volt visszavonulni; augusztus 30-án éjjel, míg William Alexander tábornok feltartotta a briteket, veszteség nélkül átvitte csapatait az East River-en keresztül Manhattan szigetére (bár Alexander fogságba esett).
Míg a királyi flotta a sietősen felhúzott manhattani földsáncokat ágyúzta, Washington a sziget északi részébe húzódott, ahol Greene és Putnam tábornokok tanácsára úgy döntött, hogy megvédik az ottani Fort Washington-t. Mivel kételkedett abban, hogy meg tudnák tartani, 1200 embert az erődben hagyott védekezni (ami ellen Charles Lee tábornok erőteljesen tiltakozott, és később nyíltan kritizálta a főparancsnok döntését), serege zömével pedig tovább vonult észak felé. Howe partra tett seregekkel megpróbálta elvágni visszavonulásának útját, de nem sikerült bekerítenie az amerikaiakat, bár a White Plains-i csatában vereséget mért rájuk, és novemberben elfoglalta Fort Washingtont. A New York-i lojalisták felszabadítóként fogadták Howe-ot és azt terjesztették, hogy Washington fel akarta gyújtani a várost. A felkelők ügye elveszni látszott, különösen miután decemberben Lee tábornok fogságba esett. Washington megmaradt 5400 katonájával New Jersey-n át visszavonult, Howe pedig a tél miatt egyelőre feladta az üldözését, a Philadelphia elleni támadást, és berendezkedett New York-i telelésére.

### Átkelés a Delaware-on, a trentoni és a princetoni csata

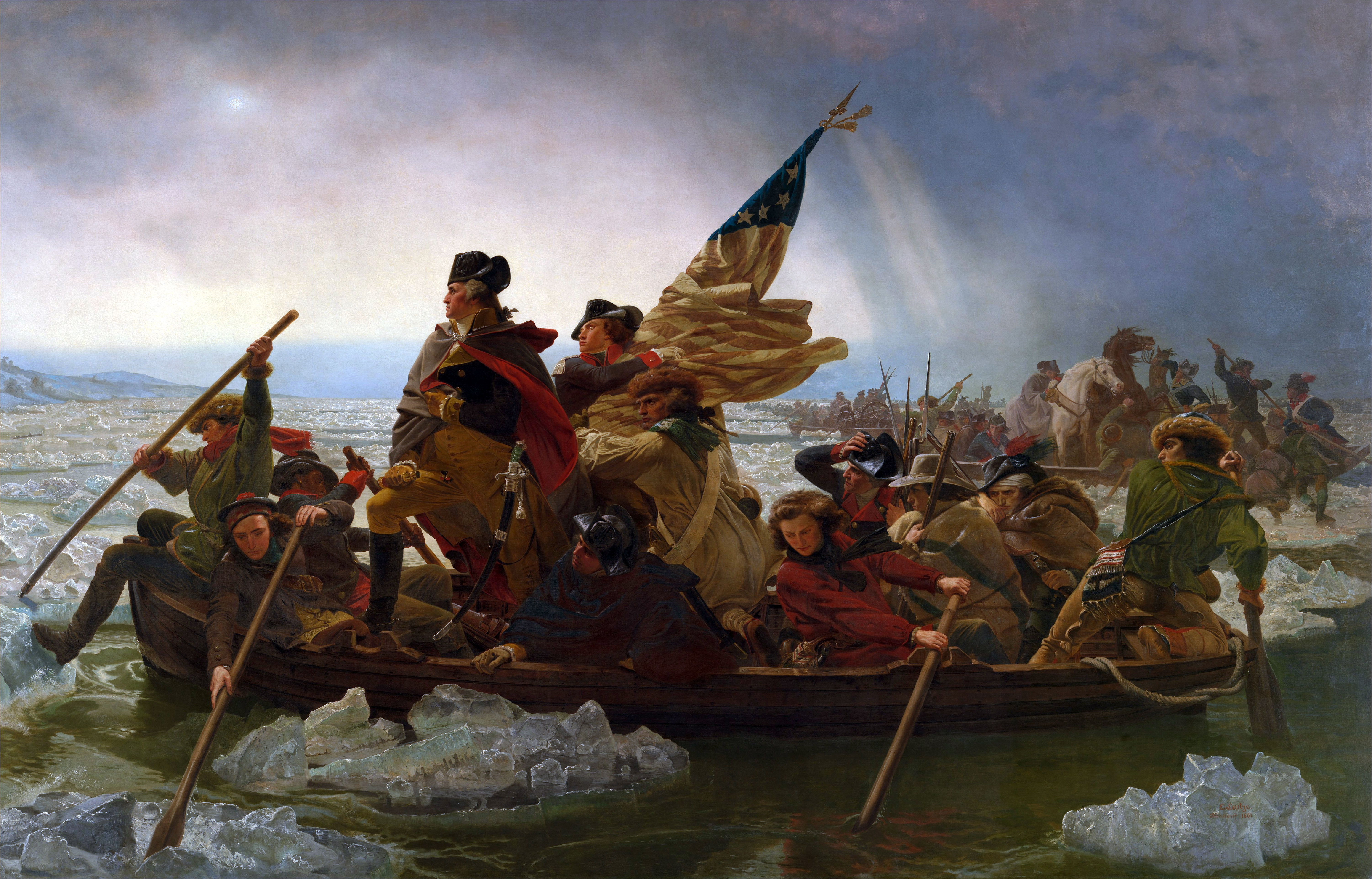
Washington átkel a Delaware-on (Emanuel Leutze képe, 1851)

Washington a Delaware folyón átkelve Pennsylvaniába jutott, ahol John Sullivan tábornok kétezer fős erősítéssel csatlakozott hozzá. A Kontinentális Hadsereg jövője azonban a készlethiány, a behívások lejárása miatt hazatérő és dezertáló katonák, valamint a kemény tél miatt kétségesnek látszott. Washingtonnak New Jersey polgáraiban is csalódnia kellett, mert nagy részük lojalista vagy legalábbis szkeptikus maradt.
Howe 1500 hesseni zsoldost előreküldött, hogy szállják meg a New Jersey északi részén fekvő Trentont és biztosítsák a Delaware folyó északi partját. Washington és főtisztjei úgy döntöttek, hogy a hadsereg moráljának megerősítése kedvéért megtámadják a trentoni helyőrséget. Csapataikat három részre osztották (Washington 2400 katonát vezetett, James Ewing 700-at, John Cadwalader pedig a maradék 1500-at).
1776. december 25-26. hóviharos éjszakáján a McConkey révnél veszteségek nélkül átkeltek a jeges Delaware folyón az északi partra. Cadwaladernek és Ewingnak az erős sodrás és a vonuló jég miatt nem sikerült átkelnie és Washington már le akarta fújni a támadást. Amikor azonban a lemaradó Knox utolérte a 18 ágyúval, mégis megindultak Trenton felé, mert a főparancsnok tartott tőle, hogy ha hajnalban észreveszik visszatérés közben (a komp egyszerre csak 40 embert bírt el), a hesseniek megtámadják.
Mikor északnyugat felől megközelítették Trentont, a hófúvásban előrenyomuló csapatait két menetoszlopra osztotta; Nathanael Greene oszlopát ő maga vezette, a másikat John Sullivan gondjaira bízta. Az amerikai katonák egy része elvesztette a cipőjét és lábuk kisebesedett; ketten megfagytak. Hajnalban meglepetésszerűen megtámadták a hessenieket, akiket megrémített Knox ágyúinak tüze is. 22 német esett el (köztük a parancsnok, Johann Rall ezredes), 83 megsebesült és hamarosan megadták magukat (850-en) vagy elmenekültek.

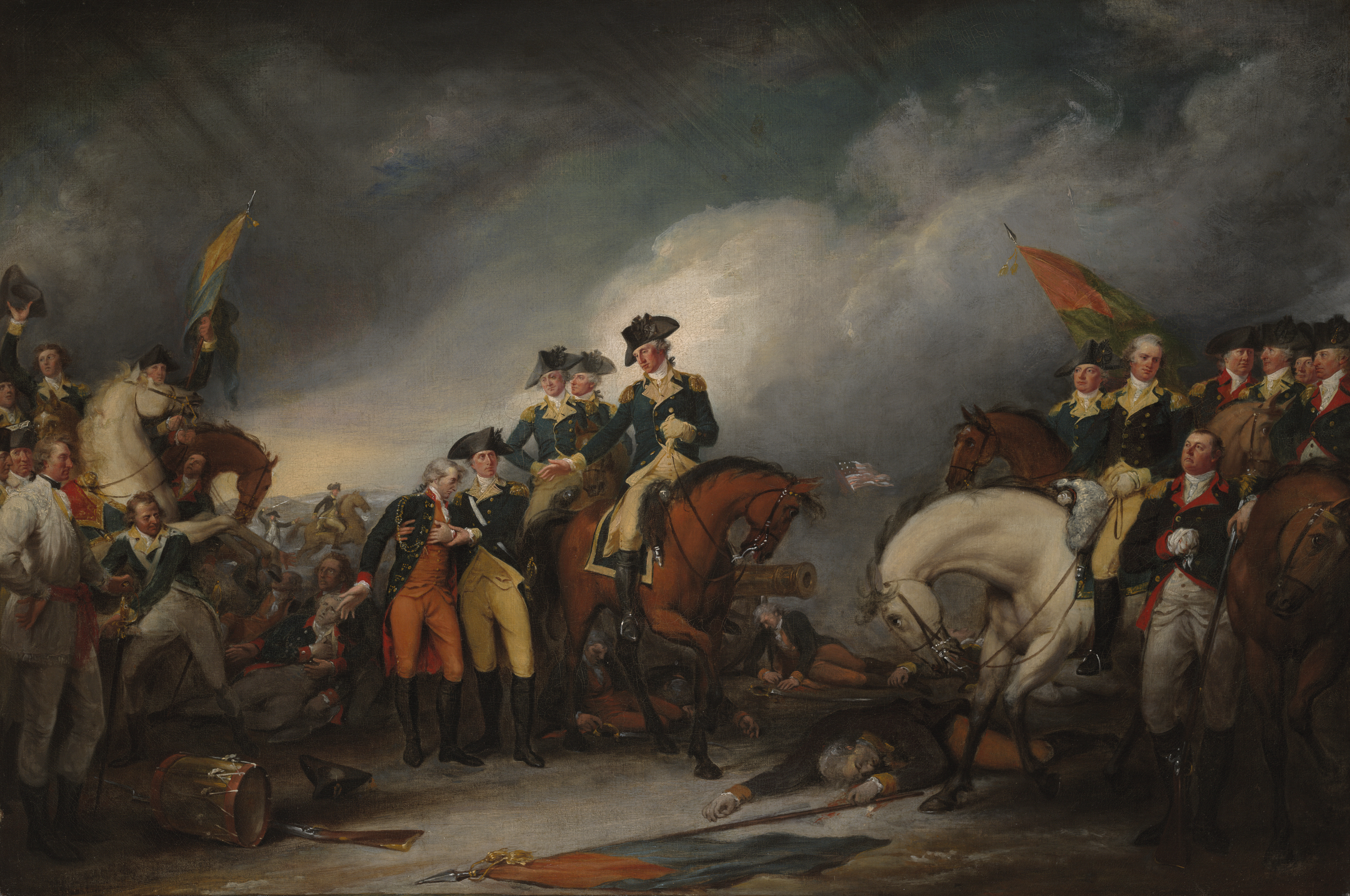
A hesseniek elfogása Trentonnál (John Trumbull képe)

Ezt követően Washington a folyón át visszavonult Pennsylvaniába, de 1777. január 3-án visszatért és 4500 emberrel megtámadta Princetont, amelyet 1200 brit katona védett. A csatának 40 amerikai és 273 brit áldozata (halott, sebesült, illetve hadifogoly) volt. Az egyik brit ellentámadás során Hugh Mewcer amerikai tábornok is elesett. Howe visszavonult New York-ba, és a tavasz beálltáig nem kezdett új hadmozdulatba. Washington a várostól nyugatra, Morristownban állította fel a főhadiszállását, és onnan zaklatta a brit utánpótlási vonalakat és terjesztette ki ellenőrzését New Jersey-re. Később bevallotta, hogy a britek könnyen kivethették volna táborából, ha időben támadnak, még mielőtt azt megerősítette volna.
A hadsereg sorait feltöltendő, a kongresszus növelte az újabb szolgálatot vállalók jutalmát, és szigorúbban büntette a dezertálást. Washington kisebb győzelmei kulcsfontosságúak voltak a forradalom ügye számára, mert megnövelték a felkelők önbizalmát és ellehetetlenítették a brit főparancsnok reményeit, hogy egy döntő csapás után nagylelkű megadási feltételekkel maga mellé állítja a gyarmatokat.

### Brandywine, Germantown és Saratoga
1777 júliusában John Burgoyne brit tábornok Quebecből indulva átkelt a Champlain-tavon, azzal a céllal, hogy délnek haladva kettévágja a New England-i felkelő erőket és Albanyban találkozzon az északnak haladó Howe-val. Bár sikeresen visszafoglalta a Ticonderoga-erődöt, hamarosan elszigetelődött, mert északról utánpótlást nem kapott, Howe pedig úgy döntött, hogy inkább délnek fordul, hogy elfoglalja Philadelphiát. Washington és Lafayette márki a felkelők fővárosának védelmére sietett, de szeptember 11-én a Brandywine folyónál Howe ügyes manőverezéssel bekerítette jobbszárnyát, és megfutamította őket. Az angolok ezt követően ellenállás nélkül megszállták Philadelphiát. Washington október 4-én Germantownnál megpróbálkozott egy ellentámadással, de visszaverték. 
A vereségek után Thomas Conway kezdeményezésére néhány kongresszusi képviselő kezdeményezte Washington elmozdítását (az ún. Conway-összeesküvés), de a főparancsnok támogatóinak hatására hosszas mérlegelés után Washingtont meghagyták a hadsereg élén. Conway bocsánatot kért Washingtontól, lemondott és Franciaországba távozott.
Washingtont a déli katasztrófán kívül Burgoyne északi hadserege is aggasztotta, ezért erőit kockázatos módon megosztva, Benedict Arnold vezetésével segítséget küldött az ottani csapatok parancsnokának, Horatio Gatesnek. Burgoyne-nak szeptember 19-én jelentős veszteségek árán sikerült visszanyomnia a túlerőben levő amerikaiakat, de október 7-én vereséget szenvedett. Visszavonult Saratogába, ahol körbezárták, ezért 17-én letette a fegyvert. Ez volt az első eset, hogy a felkelők legyőztek egy jelentős brit kontingenst, és a siker Philadelphia elvesztése után új reményt adott a forradalomnak. Gates győzelme után újra felerősödtek a hangok, amelyek Washington leváltását követelték.

### Valley Forge és Monmouth

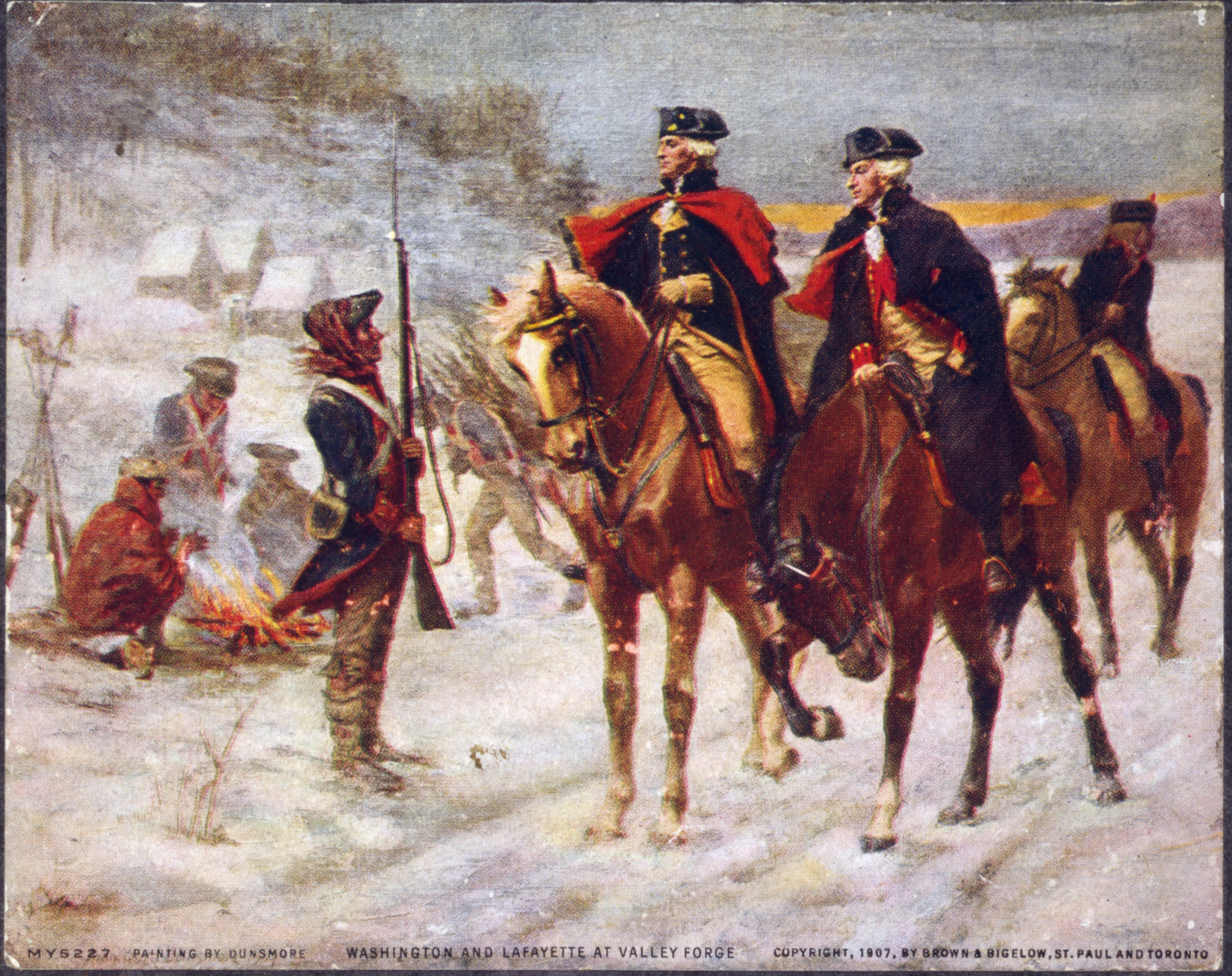
Washington és Lafayette Valley Forge-nál (John Ward Dunsmore képe, 1907)

1777 decemberében Washington Valley Forge-nál húzódott téli táborba 11 ezer katonájával. A rendkívüli hideg, élelemhiány, betegségek miatt ezen a télen 2-3 ezer embert veszített. Míg a britek kényelmesen beköltöztek philadelphiai szállásaikba és az ellátásért jó font sterlinggel fizettek, a kontinentális hadsereg csak leértékelt papírpénzt tudott adni az élelemért cserébe. A környező erdők hamarosan kifogytak a vadból, és februárra a sereg morálja a mélypontra süllyedt; a dezertálások ismét megszaporodtak. Washington ismételten kérte a kongresszustól a hadsereg ellátásának javítását, de tényleges javulásra csak február végén, egy bizottság látogatását követően került sor.

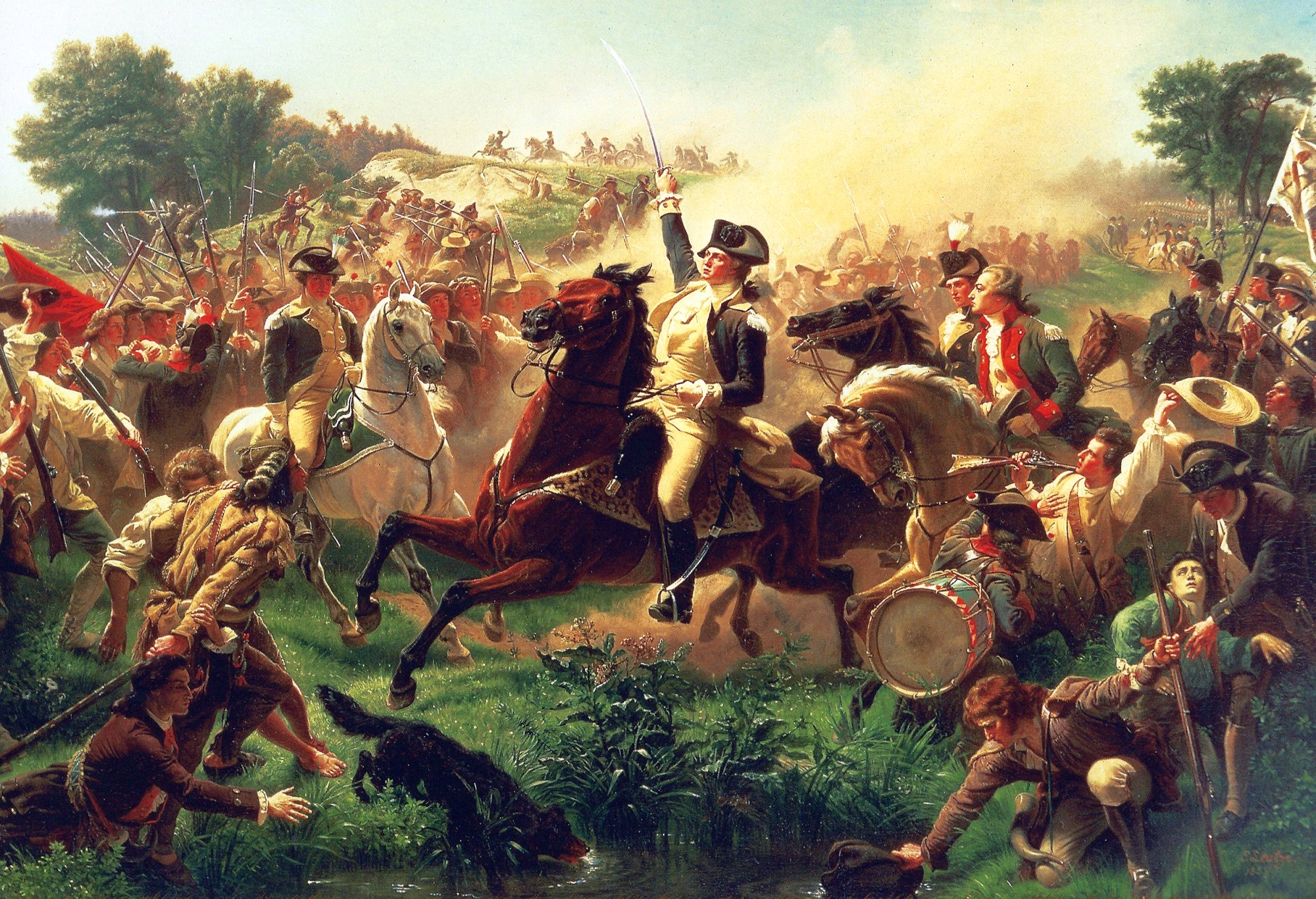
Washington a monmouthi csatában (Emanuel Leutze képe, 1851–1854 körül)

1778 első hónapjaiban a kontinentális hadsereghez önkéntesen csatlakozó Friedrich Wilhelm von Steuben kemény kiképzési módszereivel a gyarmati milíciát hamarosan fegyelmezett katonasággá edzette. Washington néhány hónap múlva vezérőrnaggyá és vezérkarának főnökévé léptette elő a porosz bárót. 1778 elején a francia kormány – jórészt Burgoyne legyőzésének hatására – védelmi szövetséget kötött az amerikai kormánnyal. Ennek májusi ratifikálása után Franciaország, majd a vele szövetséges Spanyolország hadat üzent Nagy-Britanniának. A Philadelphiában táborozó brit kontingens parancsnokát, Howe tábornokot leváltották, helyét Henry Clinton vette át; őt a kormány utasította, hogy vonuljon védelembe és katonái harmadát, mintegy 8000 főt, küldje át a karibi térségbe az ottani brit gyarmatok védelmére.
Június 15-én Clinton elkezdte Philadelphia kiürítését, hogy visszavonuljon New York-ba. Az amerikai és francia tábornokok haditanácsa úgy döntött, hogy zaklatni fogják a visszavonuló briteket, de a monmouthi csatában Clinton könnyedén visszaverte Charles Lee tábornok első támadását; a csapatokat csak a megérkező Washington mentette meg a teljes szétzilálástól. Az összecsapás utáni éjszakán az angolok elvonultak New York-ba. Monmouth volt Washington utolsó jelentős csatája északon.

### Benedict Arnold árulása
1778-ban Washington megbízta Benjamin Tallmadge őrnagyot egy kémszervezet felállításával; ez lett a Culper Ring.  1780-ban a kémei jelentették, hogy egy magas rangú amerikai tiszt információkat ad át a briteknek, Washington azonban nem vette figyelembe a több csatában magát kitüntető Benedict Arnoldra utaló gyanús jeleket. Arnold több okból is neheztelhetett feljebbvalóira: kimaradt az előléptetéseknél, a kongresszus többször is mellőzte. Ezenfelül súlyos adósságai voltak, és amikor üzletelni próbált, hadbíróság elé állították, ahol Washington nem védte meg. 1779-ben felvette a kapcsolatot Clinton hírszerzésének vezetőjével, John Andréval, akinek aztán értékes hírekkel szolgált az amerikai csapatok elhelyezkedését, mozgását illetően.
Arnold több alkalommal is kérte, hogy bízzák rá West Point erődjének parancsnokságát; Washington 1780 augusztusában beadta a derekát. Arnold és André ezt követően kidolgozta az erőd átadásának tervét. A felkelők milíciája azonban elfogta Andrét, és a tervekre fény derült. Arnoldnak sikerült New York-ba szöknie. Washington ezt követően személyesen vette át az erőd parancsnokságát, leváltotta a tiszteket és átszervezte a védelmet. Andrét halálra ítélték, és bár Washington felajánlotta, hogy hajlandó őt kicserélni Arnoldért, Clinton tábornok visszautasította az ajánlatot. Az angol kémet – kérelme ellenére, hogy sortűzzel végezzék ki – 1780 októberében felakasztották.

### A déli hadszíntér és Yorktown
1778 végén Clinton taktikát váltott és a patthelyzetbe merevedett északi hadszíntér erőltetése helyett 3 ezer katonát áthajózott New York-ból Georgiába és meglepetésszerűen elfoglalta Savannah-t. 1779 őszén az amerikaiak francia segítséggel (a franciák hadihajókkal, valamint 500 haiti önkéntessel álltak a rendelkezésükre) megpróbálták visszafoglalni a várost, de visszaverték őket.
1779 közepén Washington elrendelte, hogy intézzenek támadásokat a britekkel szövetséges irokézek falvai ellen. Így próbálta elérni, hogy harcosaik hazamenjenek New York-ból, ahonnan portyákat indítottak a környező New England-i települések ellen. Az indiánok azonban – brit segítséggel – bosszúból végigpusztították a Wyoming-völgyet és több mint 200 telepest megöltek. A főparancsnok utasította John Sullivan tábornokot, hogy "teljesen pusztítsa el és dúlja fel" az irokézek falvait, a nőket és a gyerekeket pedig fogja el túsznak. Az indiánok egy részének sikerült Kanadába menekülnie.
1779-80 telén Washington ismét Morristownban telelt. Ez volt a háború legnehezebb téli időszaka. Rendkívüli hideg köszöntött be, New York kikötője befagyott, sokáig hó borította a földeket és csapatai megint csak éheztek.
1780 januárjában Clinton összegyűjtött egy 12 500 fős kontingenst és elfoglalta a dél-karolinai Charlestownt, amelyet Benjamin Lincoln védett 5100 katonával. Júniusban még elfoglalta a Piedmont-fennsíkot, majd visszatért New Yorkba, a déli 8 ezres hadsereget Charles Cornwallisra bízva. A kongresszus felváltotta Lincolnt Horatio Gates-szel, majd Nathaniel Greene-nel, de ők sem boldogultak Dél-Karolinában. Az erőviszonyok júliusban változtak meg, miután Lafayette jelentős erősítést hozott Franciaországból: hajókat, utánpótlást, valamint Rochambeau gróf vezetésével 5 ezer veterán francia katonát.
1781-ben Clinton délre, Virginiába vezényelt egy 1700 fős kontingenst Benedict Arnold vezetésével (aki ekkor már brit tábornoki rangot kapott), hogy foglalják el Portsmouth-t és zaklassák az amerikai csapatokat. Washington erre reagálva szintén Virginiába küldte Lafayette-et. A főparancsnok eredetileg New York-ot akarta megtámadni, hogy véget vessen a háborúnak, de Rochambeau tanácsára úgy döntöttek, hogy Cornwallis megfelelőbb célpont lesz. Washington színlelt támadást intézett New York ellen, majd sietve Virginiába vonult át.

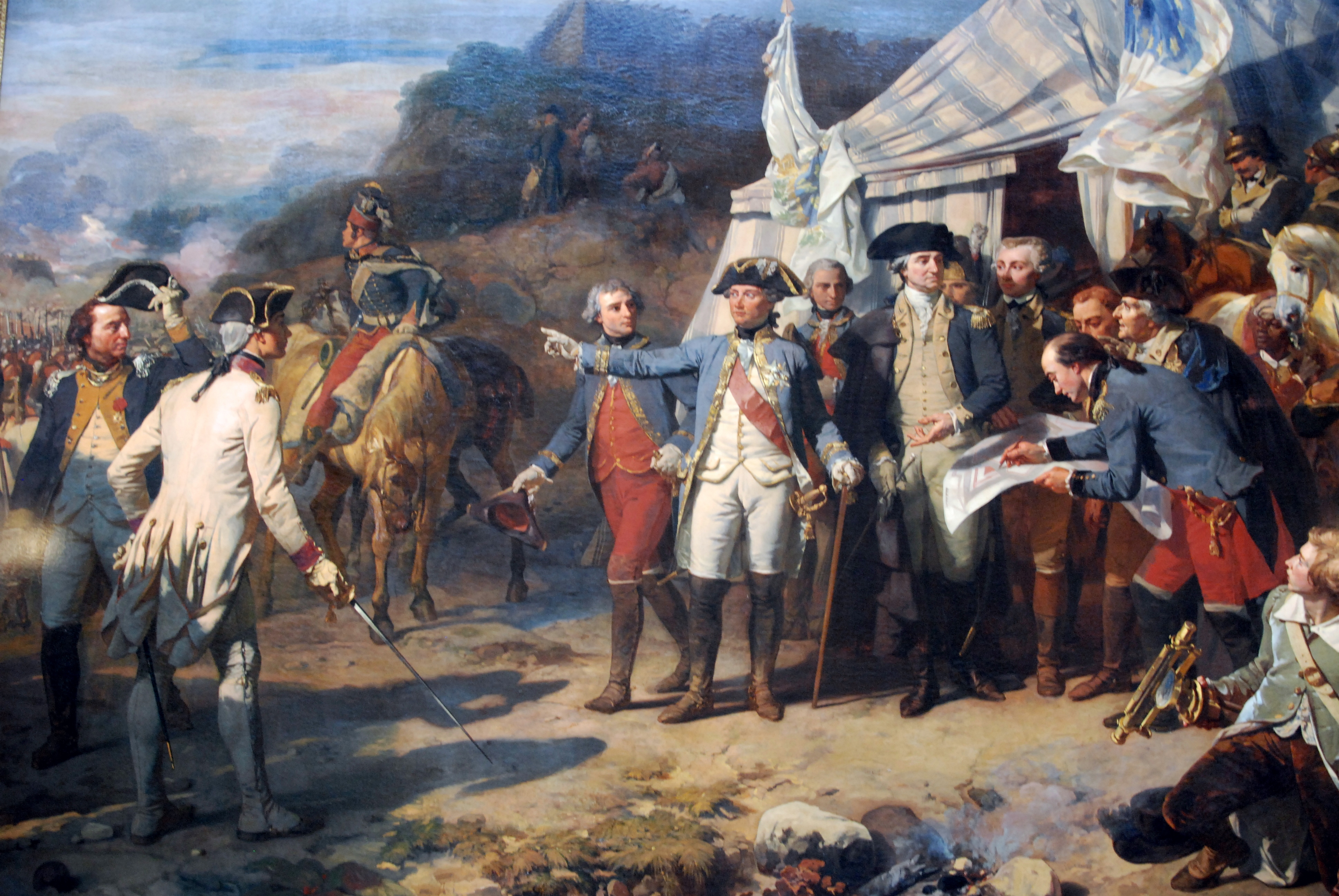
Washington és Rochambeau kiadják a támadási parancsot Yorktown ostrománál (Auguste Couder képe, 1836)

A mintegy 19 ezer főnyi amerikai-francia sereg, valamint a de Grasse admirális által vezetett francia flotta 1781 augusztusában Yorktownban csapdába ejtette és körülzárta Cornwallis 7 ezer brit katonáját és 3 ezer német zsoldosát. A brit flotta megpróbálta felmenteni a várost, de a chesapeake-i csatában a túlerőben lévő francia hajóhad visszaverte őket. Az ostromtechnikában járatlan Washington gyakran Rochambeau tanácsára támaszkodott, gyakorlatilag átadva neki a vezetést; a gróf azonban soha nem vonta kétségbe Washington parancsnoki tekintélyét. Három hetes ostrom után október 19-én a reménytelen helyzetbe került Cornwallis 7 ezer katonájával együtt letette a fegyvert. A megadás után Washington jóakarata jeléül közös vacsorán látta vendégül az amerikai, francia és brit tábornokokat. Yorktown ostroma volt az amerikai függetlenségi háború utolsó jelentős szárazföldi összecsapása.
1782-ben Washington vitatott döntést hozott egy nemzetközi hullámokat is vető incidens során. Egy Richard Lippincott nevű lojalista önkéntes sógorát amerikai katonák megkínozták és meggyilkolták. Lippincott bosszúból felakasztatott egy rábízott amerikai foglyot, Joshua Huddy kapitányt. Washington ezt követően utasította Moses Hazen tábornokot, hogy akasztasson fel egy hasonló rangú brit tisztet. Miután sorsot húzattak velük, Sir Charles Asgillt jelölték ki a kivégzésre. Az eset nagy felháborodást keltett Angliában, de Franciaországban is. XVI. Lajos levelet írt Washingtonnak, melyben figyelmeztette, hogy a kivégzés megsértené a yorktowni fegyverletételi egyezményt (amely tiltotta a foglyokon végzett megtorlásokat) és foltot ejtene mind Franciaország, mind az Egyesült Államok becsületén. A kongresszus határozata alapján végül Asgillt szabadon engedték.

### A háború vége

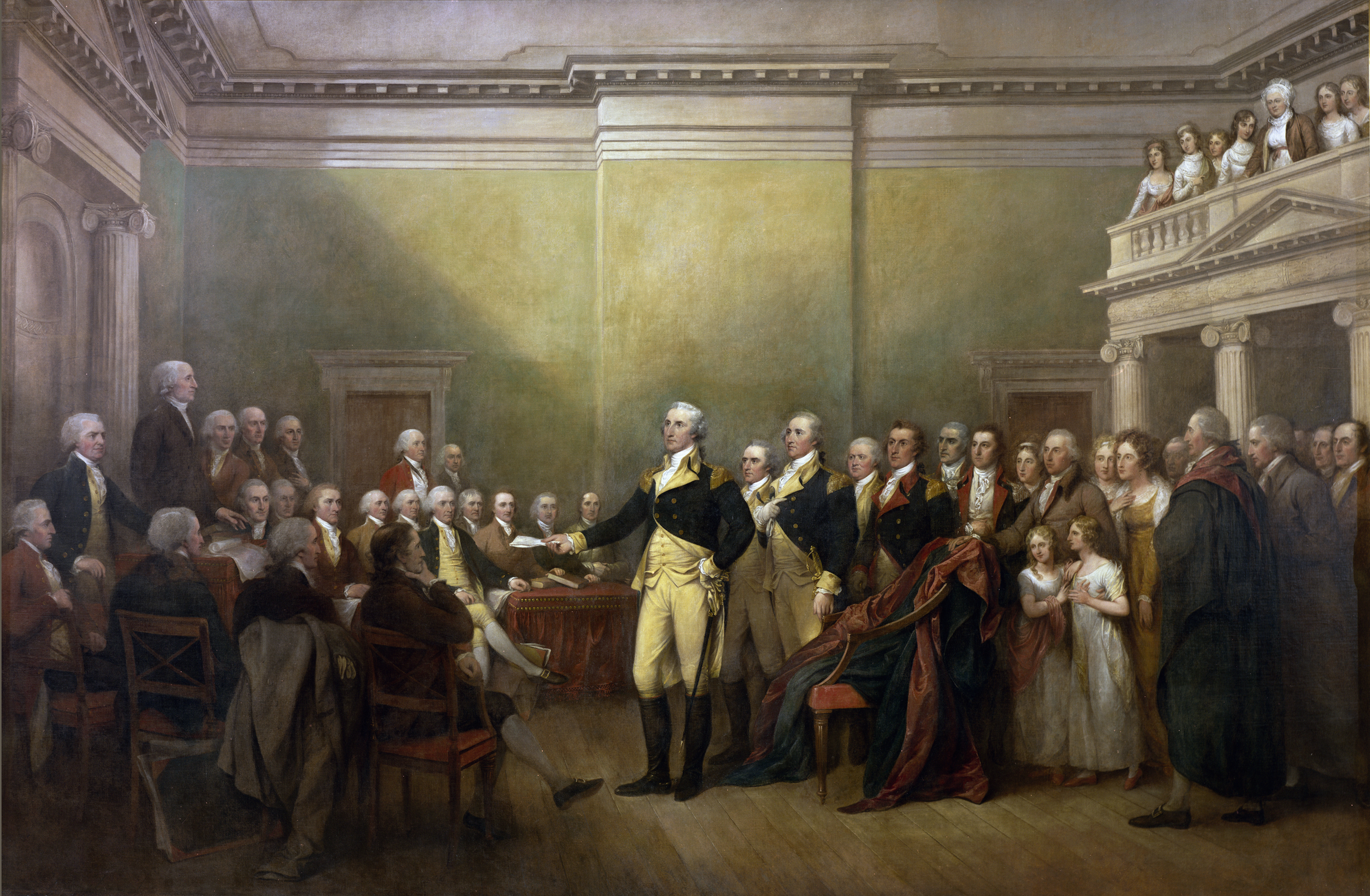
Washington lemond a főparancsnoki rangról (John Trumbull képe, 1824)

A béketárgyalások megkezdése után a britek fokozatosan kivonták csapataikat Savannah-ból, Charlestownból és New York-ból, majd példájukat a franciák is követték. Az amerikai kincstár üres volt; 1783 márciusában a zsoldjukat követelő katonák fellázadtak, és a kongresszus kénytelen volt miattuk elhagyni Philadelphiát, Washington pedig Newburgh-ben számolt fel egy tervezett katonai puccsot. Washington a hadseregre költött kiadásai miatt egy 450 ezer dolláros számlát nyújtott be a kongresszusnak. A számlát kiegyenlítették, bár egyes pontjaiban homályos volt az elszámolás, és a főparancsnok beleszámolta azokat a költségeket is, amikor a felesége meglátogatta a főhadiszálláson.
A háborút lezáró párizsi béke aláírása után Washington lemondott a főparancsnoki rangról, és úgy tervezte, hogy Mount Vernon-i birtokára vonul vissza. Miután a békeszerződést szeptember 3-án aláírták, Nagy-Britannia formálisan elismerte az Egyesült Államok függetlenségét. November 2-án Washington egy ékesszóló búcsúbeszéd után feloszlatta a hadsereget. A főparancsnokságot Henry Knox vette át. November 25-én a britek teljesen kiürítették New York-ot, majd átadták a várost Washingtonnak és George Clinton kormányzónak. Néhány héttel később Washington a New York-i Fraunces Tavernben elbúcsúzott tisztjeitől, akiknek több mint nyolc éven át volt a parancsnoka. Ezután formálisan is átadta lemondását, meghazudtolva a korábbi lojalista híreszteléseket, hogy erőszakkal is megtartja a hatalmát.
Még 1783 decemberében Washingtont megválasztották a Cincinnatusok Társaságának elnökévé, és ezt a tisztséget élete végéig betöltötte. A Cincinnatusok Társaságát Henry Knox alapította és a függetlenségi háború volt tisztjeinek elit klubja volt, ahol a tagságot a legidősebb fiú örökölhette.

## A köztársaság idején (1783–1789)
Levelei alapján Washingtonnak elege volt a hadsereg és a közélet zűrzavarából és örömmel tért vissza birtoka nyugalmába, ahol az előző nyolc évben csak tíz napot tölthetett. Nyugalmat azonban ezután sem lelt, hírességként folyamatosan látogatókat kellett fogadnia Mount Vernon-ban, amikor pedig 1784 februárjában meglátogatta anyját Fredericksburgban, ünnepelve köszöntötték.
Ismét elővette korábbi üzleti érdekeltségeit a Great Dismal Swamp és a Potomac-csatorna ügyeiben, bár egyik érdekeltségébel sem származott jövedelme, majd egy hónapos, 1500 km-es utat tett, hogy ellenőrizze Ohio-menti birtokait. Átépíttette Mount Vernon-i házát (ma is ebben az állapotában látható), bár pénzügyi helyzete nem volt stabil. Hitelezői devalvált háborús pénzben fizettek neki és jelentős elmaradásai voltak alkalmazottai fizetését és az adókat illetően egyaránt. Távollétében Mount Vernon nem termelt hasznot, a termés a rossz időjárás és a betegségek miatt elmaradt a várakozástól. Birtoka 1787-re már tizenegy éve egyfolytában veszteséget termelt és nem sok remény volt arra, hogy a helyzet hamarosan megváltozik.

### Az alkotmányozó gyűlés

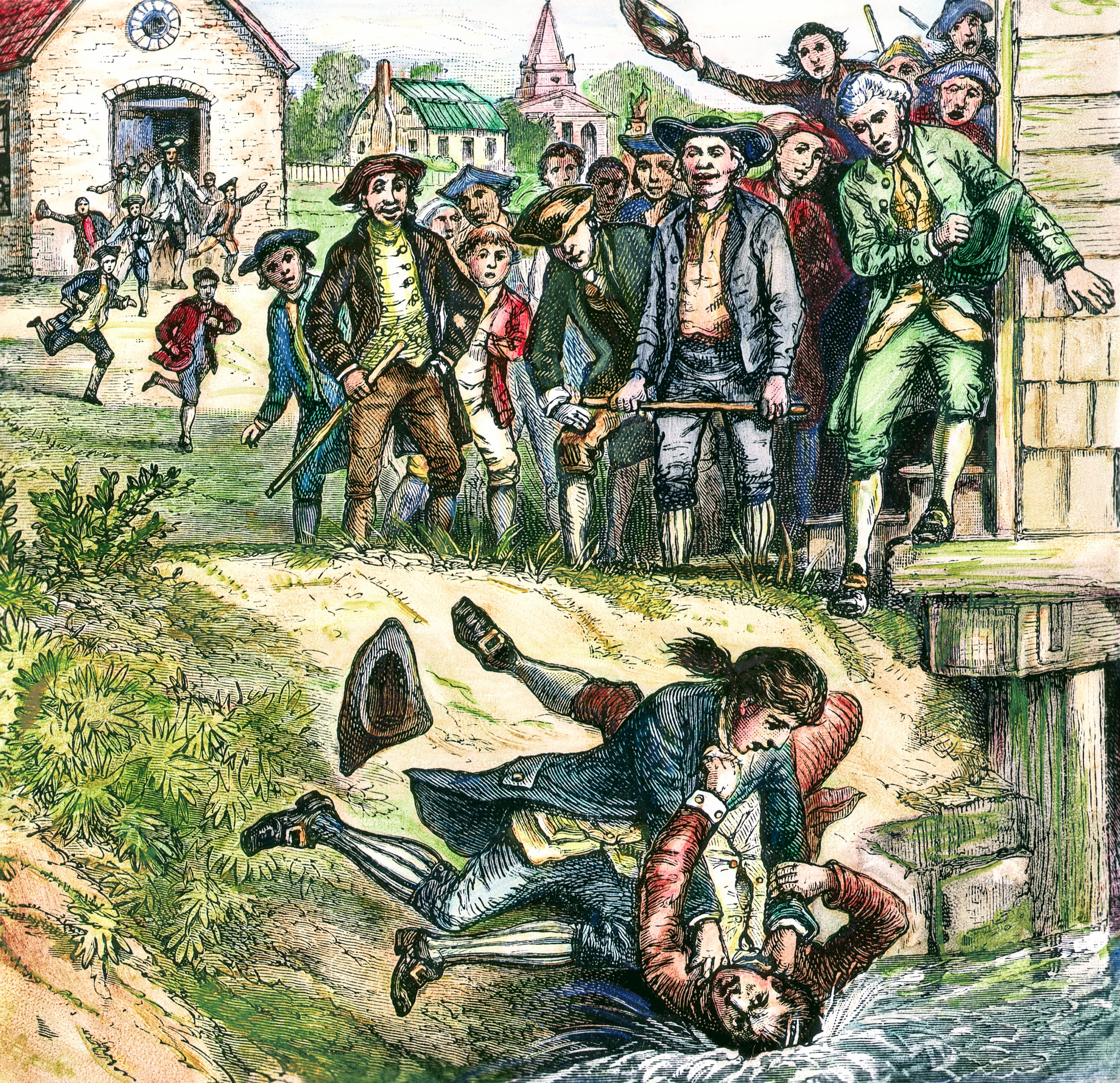
A Shays-lázadás meggyőzte Washingtont A Konföderációs cikkelyek felülvizsgálatáról

Visszavonulása előtt, 1783 júniusában Washington felhívta a figyelmet egy erős központi kormány szükségességére. Bár el akarta kerülni annak látszatát hogy a civil ügyekbe avatkozik, körlevelet küldött az államoknak, melyben azt állította, hogy az Egyesült Államokat létrehozó Konföderációs cikkelyek nem több, mint egy "homokból való kötelék". Véleménye szerint az "anarchia és zűrzavar" peremén egyensúlyozó nemzet könnyű célpontja lenne idegen hatalmak intervencióinak és nagy szükség van egy szilárd központi kormányzatot felállító nemzeti alkotmányra. 1786 augusztusában kitört a Shays-lázadás, ahol az eladósodott massachusettsi polgárok felkelést szítottak az adókat szedő központi kormány ellen. Fegyveres erők híján a kormány tehetetlen volt, a helyi milíciáknak kellett elfojtaniuk a lázadást. Az eset még inkább megerősítette Washington meggyőződését az új alkotmány szükségességéről.  Hasonlóan gondolkodó nacionalista politikusok 1786 szeptemberében összehívták az annapolisi konvenciót, amely felszólította a kongresszust a Cikkelyek felülvizsgálatára; ezt követően 1787 tavaszára Philadelphiába összehívták az Alkotmányozó gyűlést, amelybe minden tagállam delegált küldötteket.
1786 decemberében a virginiai delegáció Washingtont választotta vezetőjéül, ő azonban először visszautasította a felkérést, mert aggályai voltak a gyűlés legális voltát illetően. James Madison, Henry Knox és mások azonban meggyőzték arról, hogy ő is vegyen részt, mert népszerűségével rávehette a vonakodó államokat a delegáció küldésére és felgyorsíthatta a ratifikációs folyamatot is. Washington csak március végén döntött, de egyértelművé tette az állam kormányzójának, hogy csak barátai kérésének tett ezzel eleget.

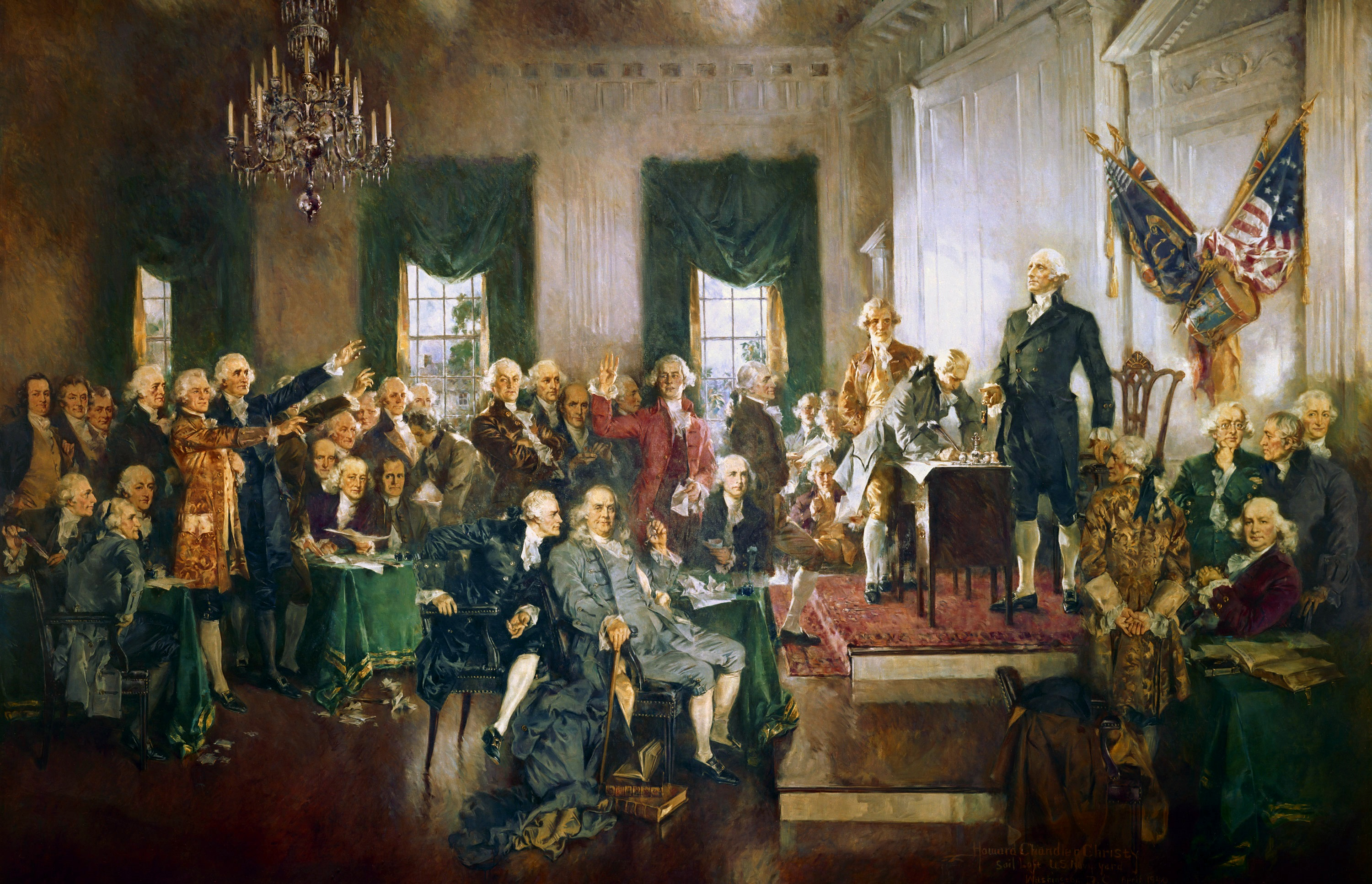
Az Egyesült Államok alkotmányának aláírása (Howard Chandler Christy képe, 1940)

Benjamin Franklin Washingtont javasolta az Alkotmányozó gyűlés elnökének, akit aztán egyhangúlag megválasztottak. A gyűlés deklarált célja az volt, hogy felülvizsgálja a Konföderációs cikkelyeket és "minden olyan módosítást és további rendelkezést" véghezvigyen, amit szükségesnek ítél; az új dokumentumot minden tagállamnak ratifikálnia kellett. A gyűlés harmadik napján Edmund Randolph virginiai kormányzó bemutatta Madison ún. Virginiai tervezetét, amely (Washington nyomatékos támogatásával) teljesen új alkotmányt és szuverén központi kormányzat felállítását javasolta.
Július 10-én Washington így írt Alexander Hamiltonnak: "Majdhogynem kétségbe esem, látván gyűlésünk lefolyásának kedvező kimeneteli (esélyét) és ennélfogva megbántam már hogy bármiféle képviseletem volt ezen ügyben." Az alkotmány megszövegezésétől távol tartotta magát, csak egyetlen ügyben (a választókörzetek 40 ezres lélekszámról 30 ezerre csökkentése ügyében) nyilvánult meg. A gyűlés közel négy hónapig, 1787. május 25-étől szeptember 17-ig tartott, míg végre sikerült olyan kompromisszumos szöveget kidolgozni, amely minden államnak megfelelt, de az 55 delegáltból így csak 39-en írták alá az új alkotmányt.

## Az Egyesült Államok első elnöke (1789–1797)

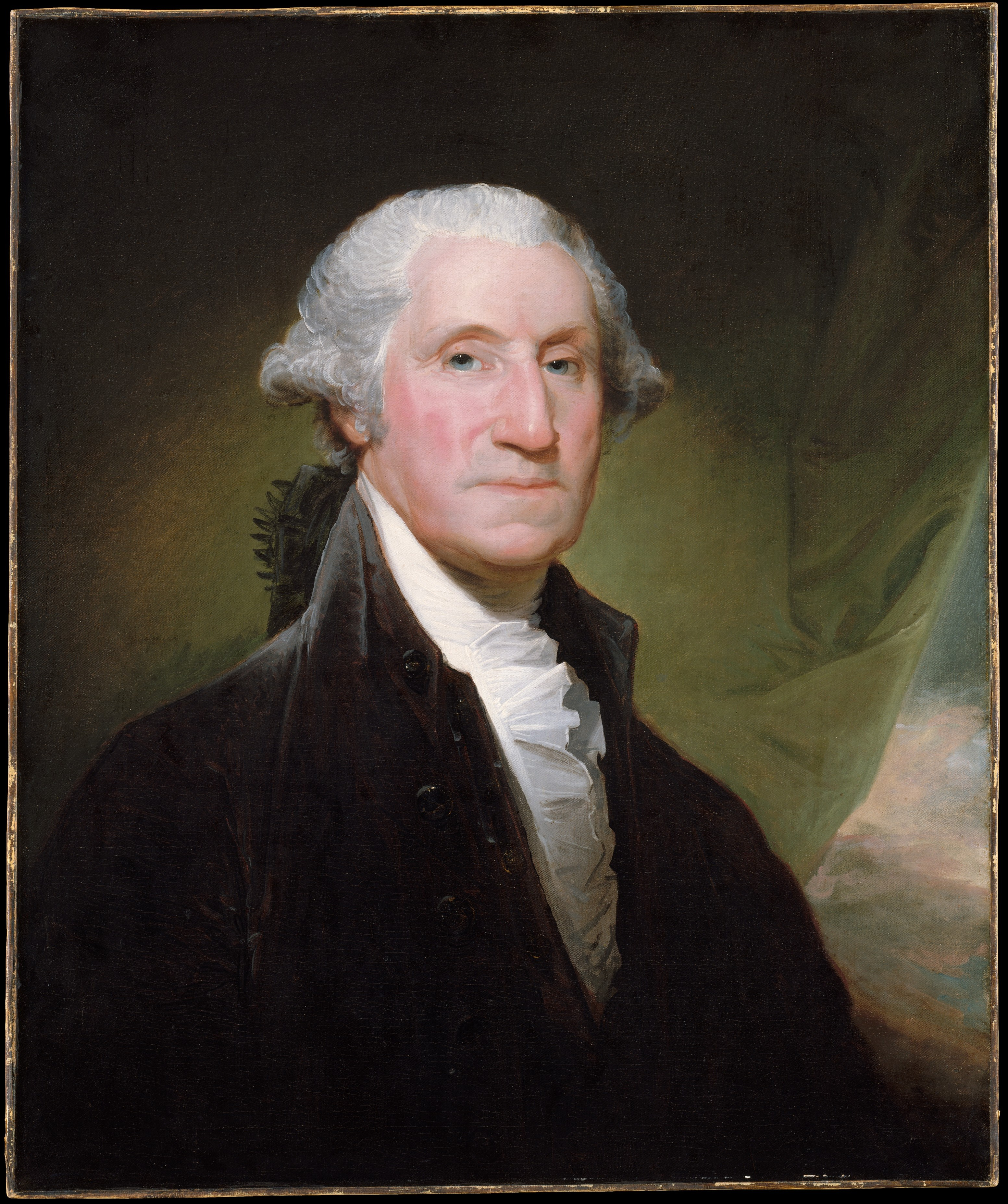
George Washington hivatalos elnöki portréja (Gilbert Stuart képe, 1795)

Az új alkotmány létrehozta az addig nem létező államfői pozíciót. Az alkotmányozó gyűlés résztvevői eleve azzal számoltak, hogy Washingtont választják meg az ország első elnökévé és rábízták, hogy megválasztása után maga határozza meg tisztsége kereteit. Az államok elektorokat bíztak meg az elnökválasztással: minden elektornak két szavazata volt, amellyel két különböző személyre kellett szavazniuk (ez a rendszer 1804-ben, a tizenkettedik alkotmánymódosítással változott meg). A kongresszus 1789. április 5-én számlálta meg a szavazatokat és a következő napon hirdette ki az eredményt: mind a 69 elektor egyik választása Washingtonra esett, akit így egyhangúlag megválasztottak az Egyesült Államok első elnökévé. A második legtöbb szavazatot John Adams kapta, így övé lett az alelnöki pozíció. Washingtont saját bevallása szerint "szorongó és fájdalmas érzetek" kínozták boldog otthonának elhagyása miatt, de április 16-án elhagyta Mount Vernont és New Yorkba indult, hogy beiktassák hivatalába.
Washington 1789. április 30-án tette le esküjét és iktatták be az elnöki hivatalba a New York-i Federal Hallban. Az eseményen 10 ezres tömeg vett részt és az eskütételt 13 ágyú díszlövése követte. Az elnök díjazás nélkül szerette volna végezni munkáját, de a kongresszus ragaszkodott hozzá, hogy fogadjon el egy évi 25 ezer dolláros fizetést költségei kompenzálására. A hivatalos megszólítást illetően a szenátus javaslataival (Őexcellenciája, Elnök őfelsége) ellentétben megelégedett a szerény "elnök úrral". Washington alkotta meg – precedenst teremtve ezzel – az elnöki hivatal olyan formaságait, mint a beiktatási beszéd, üzenet a Kongresszus számára, valamint a kormányzati kabinet szerveződése.
Washington úgy tervezte hogy hivatali idejének lejárta után visszavonul, de az instabil politikai helyzet miatt további ciklust is vállalt. Rátermett szervezőnek, jó emberismerőnek bizonyult és gyakran kikérte miniszterei tanácsát. Bár sokan tartottak attól, hogy az akkor még kipróbálatlan demokratikus rendszer káoszhoz és erőszakhoz vezet, az elnök jól tűrte az ellenvéleményeket és hivatali idejének lejárta után utóda különösebb gond nélkül vehette át a hatalmat. Elnöksége alatt kerülte, hogy bármelyik pártot előnyben részesítse és elítélte a politikai pártok okozta megosztottságot. Támogatta az erős központi kormányt és a kormányzati formát illetően a föderalistákkal szimpatizált az ellenzéki republikánusokkal szemben.
Elnöksége alatt komoly problémákkal kellett szembenéznie. Mivel a régi konföderációs államformának nem volt központi végrehajtó kormánya és alig voltak hivatalnokai, a kormányzatot magának kellett felállítania. Az állam el volt adósodva, pénze elértéktelenedett háborús papírpénz volt és fel kellett állítani a hatékony adószedő apparátust. Nagy-Britannia továbbra is megszállva tartotta a nyugati határvidéki erődöket, az amerikai kereskedőhajókat pedig észak-afrikai kalózok sarcolták, amikor az éppen csak megalakult államnak még haditengerészete sem volt.

### Washington kormánya
| Tisztség            | Név                                                         | Időszak                                 |
| ------------------- | ----------------------------------------------------------- | --------------------------------------- |
| elnök               | George Washington                                           | 1789–1797                               |
| alelnök             | John Adams                                                  | 1789–1797                               |
| külügyminiszter     | John Jay Thomas Jefferson Edmund Randolph Timothy Pickering | 1789–1790 1790–1793 1794–1795 1795–1797 |
| pénzügyminiszter    | Alexander Hamilton Oliver Wolcott                           | 1789–1795 1795–1797                     |
| hadügyminiszter     | Henry Knox Timothy Pickering James McHenry                  | 1789–1794 1794–1796 1796–1797           |
| igazságügyminiszter | Edmund Randolph William Bradford Charles Lee                | 1789–1794 1794–1795                     |

A minisztériumokat a kongresszus hozta létre 1789 folyamán: a külügyminisztériumot (State Department) júliusban, a hadügyminisztériumot (Department of War) augusztusban, a pénzügyminisztériumot (Treasury Department) szeptemberben. Washington a szintén virginiai Edmund Randolphot nevezte ki igazságügyminiszternek (főállamügyésznek), Samuel Osgoodot főpostamesternek, Thomas Jeffersont külügyminiszternek, Henry Knoxot hadügyminiszternek, Alexander Hamiltont pedig pénzügyminiszternek. A kabinet csak tanácsadó testület volt, a miniszterek nem az alkotmánytól kapták felhatalmazásukat. A kabinet tagjai rivális politikai pártokat képviseltek és nézeteik néha homlokegyenest különböztek; ennek legjobb példáját a Hamilton és Jefferson közötti viszály szolgáltatta. A kormánymegbeszélések témáját Washington szabta meg, de ő maga nem vett részt a vitában. Időnként írásbeli véleményt kért a miniszterektől és elvárta tőlük, hogy az elnöki döntéseket vita nélkül végrehajtsák.

### Belső ügyek
Washington nem volt politikus alkat és ellenezte a pártok létrehozását, attól tartva hogy konfliktusaik aláássák a köztársaságot. Legközelebbi tanácsadói azonban két frakciót alkottak, kialakítva az ún. első pártrendszert. Alexander Hamilton pénzügyminiszter föderalista pártja erős központi hatalmat, biztos pénzügyi alapokat, protekcionista gazdaságpolitikát kívánt. Thomas Jefferson külügyminiszter republikánus pártja egy laza konföderáción belül több szabadságot hagyott volna a tagállamoknak és ellenezte adósságaik központi kezelését.
Elnöksége első évében Washington a Hálaadás ünnepévé nyilvánította november 26-át, mondván: "minden nemzet kötelessége, hogy méltányolja a Mindenható Isten gondviselését, hogy engedelmeskedjen az Ő akaratának, hálás legyen az ő jótéteményeiért és alázatosan könyörgjön az Ő védelméért és jóindulatáért." Az ünnepen böjtölt és az adósok börtönébe zártaknak ételt és sört vitt.
Miután két petíciót is beadtak a rabszolgaság eltörlésére, Georgia és Dél-Karolina határozottan tiltakoztak és polgárháborúval fenyegetőztek. Washington és a kongresszus a nemzeti egység megóvása érdekében megszilárdította a rabszolgaság intézményét: a fekete bevándorlók nem kaphattak állampolgárságot, rabszolgák nem szolgálhattak az államok milíciáiban, további két államban engedélyezték a rabszolgaságot (Kentucky 1792-ben és Tennessee 1796-ban), garantálták az Ohiótól délre eső szövetségi territóriumokon az intézmény fenntartását. 1793 februárjában Washington aláírta a szökött rabszolgákról szóló törvényt, amely felülírva az egyes tagállamok rendeleteit, engedélyezte a tulajdonosoknak, hogy az államhatárokon átszökött rabszolgákat elfogják. Ezzel szemben egy 1794-es törvény erőteljesen korlátozta az Egyesült Államok részvételét az atlanti rabszolgakereskedelemben.

#### A Nemzeti Bank

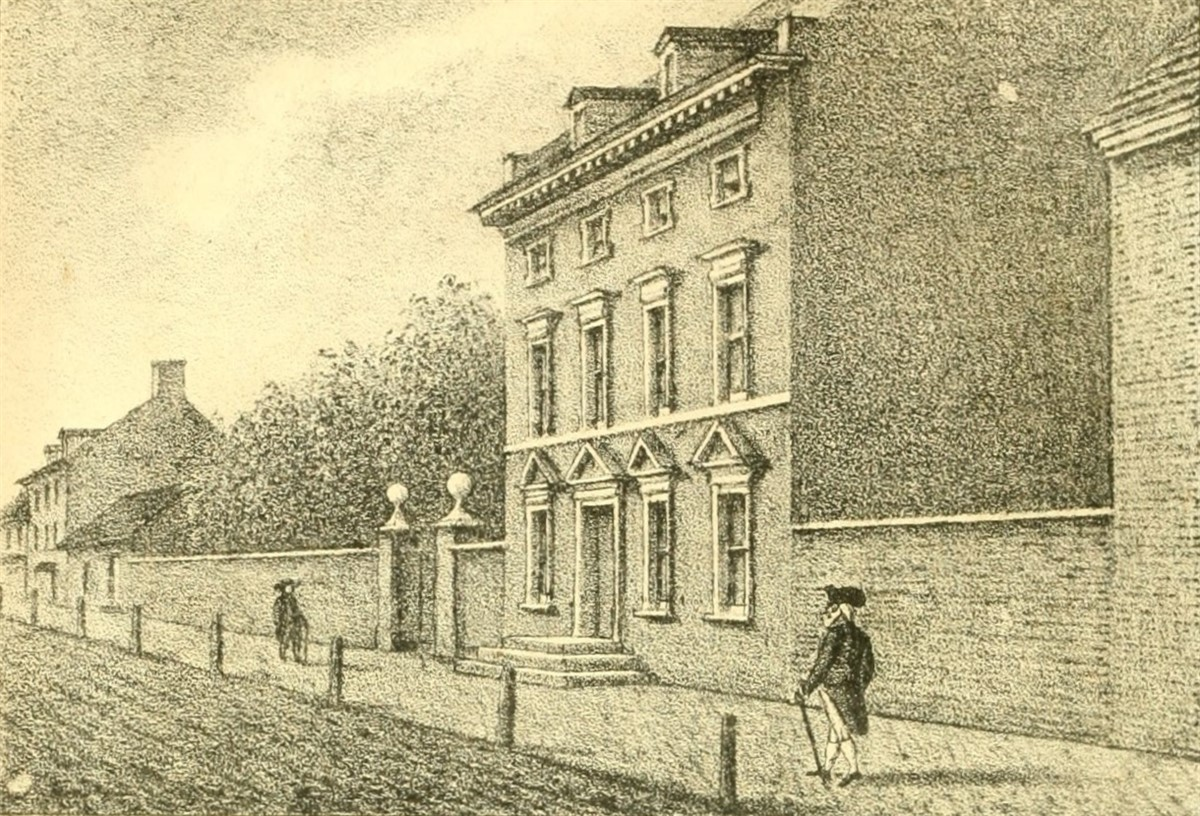
A philadelphiai Elnöki Ház volt Washington rezidenciája 1790 és 1797 között

Washington első elnöki ciklusa főleg gazdasági problémák megoldásával telt. Ez elsődlegesen Hamilton feladata volt, aki szerette volna központilag kezelni a tagállamok adósságait. Javaslatát azonban a déli államok nem fogadták el, míg nem rendezik a főváros helyzetét (a déliek azt szerették volna ha az északi Philadelphia helyett új fővárost alapítanak Virginia és Maryland határán). A patthelyzetet 1790-ben kompromisszummal sikerült feloldani és a főváros áthelyezéséért cserébe megszavazták Hamilton programját. Az új finanszírozási törvény megfelelő jogalapot teremtett a kormány adó- és vámkivetéseinek.
Hamilton javasolta egy központi bank megalapítását is, ami ellen több kormánytag tiltakozott (Madison és Jefferson aggódott a túlzott központosítás miatt, valamint azzal érveltek, hogy az alkotmány nem biztosítja a joghatóságot egy nemzeti bank megalapítására). A kongresszus azonban megszavazta a javaslatot, Washington pedig a pénzügyminiszterével értve egyet aláírta a törvényt. Ezt követően Hamilton és Jefferson között nyíltan ellenségessé vált a viszony.
Az Egyesült Államok első pénzügyi válságára 1792 márciusában került sor. Néhány bankár spekulációval próbálta feltornázni az államkötvények árfolyamát, de amikor kifogytak a hitelből, azok értéke hirtelen leesett és a befektetők pánikszerűen kezdtek eladni. Hamilton nagy mennyiségű készpénzzel látta el a magánbankokat, amelyek államkötvények vásárlásával április közepére stabilizálták azok árfolyamát. Jefferson azonban így is meg volt győződve arról, hogy a válságot Hamilton tervezte el.

#### A Jefferson–Hamilton viszály
Jefferson és Hamilton homlokegyenest különböző politikai elveket vallottak. Hamilton az erős központi kormányt képviselte, amelynek nemzeti bankra és külső hitelekre van szüksége a működéshez; Jefferson viszont az erős tagállamok és a mezőgazdaságból élő polgárság érdekvédelmében hitt; ellenezte a bankok és hitelek bevonását a kormányzásba. Washington bosszúságára két minisztere folyamatosan vitatkozott, torzsalkodott egymással. Hamilton azt követelte, hogy Jefferson mondjon le, ha nem tudja támogatni az elnök politikáját; míg Jefferson biztosította Washingtont, hogy a pénzügyminiszter fiskális rendszere tönkreteszi a köztársaságot. Washington hiába szólította fel őket a békekötésre.
A pártviták miatt Washington mégsem vonult vissza első ciklusa lejártával, mert úgy vélte hogy kiegyensúlyozó tényezőként szükség van a jelenlétére. A viszálykodás újraválasztása után is folytatódott. Az elnök igen közel került hozzá, hogy elbocsássa politikai akciókat kitervelő, Hamilton ellen áskálódó külügyminiszterét, de Jefferson 1793 decemberében magától lemondott.
A viszály következtében két, jól elkülönülő párt jött létre, a föderalisták és a republikánusok. Az 1794-es kongresszusi választáson a jelölteknek már deklarálniuk kellett, kinek az oldalán állnak. Washington távol maradt a Hamilton elleni kongresszusi támadásoktól, de nem is védte meg pénzügyminiszterét. Hamilton 1795-ben lemondott és bár később botrányba keveredett (viszonya volt egy nővel, akinek a férje jelentős összegre megzsarolta), Washington továbbra is igen nagyra tartotta.

#### A whiskeylázadás
1791 júliusától Hamilton javaslatára a kongresszus fogyasztási adót vetett ki az égetett alkoholos italokra, hogy enyhítsenek az államadósságon. A pennsylvaniai gabonatermesztők vehemensen tiltakoztak, eladósodottságukra hivatkoztak és azt állították, hogy a britek sem adóztatták őket különbül. Washington nem akart erőszakkal fellépni ellenük, ellentétben Hamiltonnal, aki már szívesen demonstrálta volna a kormány határozottságát egy ilyen esetben. Az elnök egyelőre nem akarta a központi kormány beavatkozását és a pennsylvaniai hatóságokra bízta a feladatot, akik elvetették a katonai erő bevetését. Washington csillapító beszédeinek ellenére a következő években rendszeressé vált az adószedők fenyegetése, sőt bántalmazása, 1794-ben pedog kitört a whiskeylázadás néven ismert fegyveres felkelés a kormány ellen. Szeptember 25-én az elnök egy utolsó figyelmeztetést intézett a lázadókhoz, de hiába. Mivel a szövetségi hadsereg nem volt alkalmas a feladatra, az államok milíciáit bízták meg a felkelés leverésével. A csapatokot kezdetben maga Washington vezette, majd átadta őket Light-Horse Harry Lee-nek, Virginia kormányzójának. A kormánycsapatok mintegy 150 foglyot ejtettek, mire a felkelők szétszéledtek. Kettejüket a bíróság halálra ítélte, de Washington első ízben élve jogával, megkegyelmezett nekik.
Washington határozott akciója bebizonyította, hogy az új kormányzat meg tudja védeni magát és hivatalnokait. Ez volt az első eset, hogy a szövetségi fegyveres erőknek saját polgárai ellen kellett fellépnie, és máig az egyetlen olyan eset, hogy a hivatalban lévő elnök maga vezetett csapatokat a harctéren. Az elnök nem vitatta a polgárok tiltakozási jogát, de hangsúlyozta, hogy eközben nem szeghetik meg a szövetségi törvényeket. A kongresszus egyetértett a véleményével és gratuláltak akciójához; csak Madison és Jefferson fejezte ki ellenérzéseit.

### Külügyek

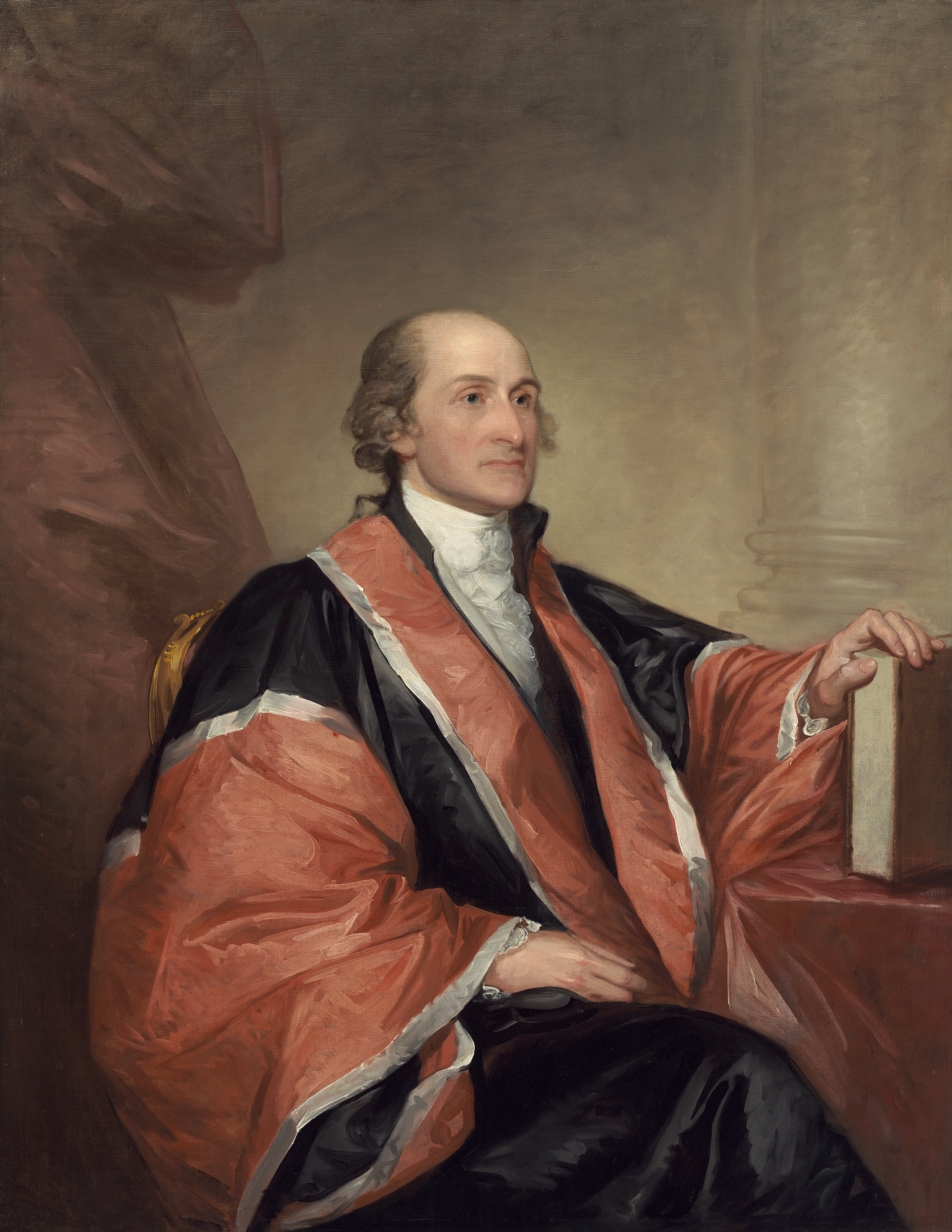
John Jay külügyminiszter, a Jay-szerződés szerzője

1792-ben beállt a hadiállapot a forradalmi Franciaország és Nagy-Britannia között; Washington kinyilvánította országa semlegességét a konfliktusban. A forradalmi kormány követét, Edmond-Charles Genêt-t nagy lelkesedéssel fogadták az Egyesült Államokban. Genêt számos demokrata-republikánus társaságot alapított, amelyek a forradalmi, köztársaságpárti gondolatot terjesztették. A föderalisták azonban nem nézték jó szemmel tevékenységüket és Washington is fellépett ellenük; 1796-ra valamennyit betiltották. 1792 augusztusában a francia nemzetgyűlés tiszteletbeli francia állampolgárságot adományozott Washingtonnak.
Hamilton tárgyalásokba kezdett a britekkel a kereskedelmi kapcsolatok felvétele, a nyugati erődök kiürítése és az államadósság rendezése ügyében. A két ország kapcsolatát rendező szerződést végül John Jay akkori külügyminiszter hozta tető alá 1794 novemberében. A republikánusok – főleg Jefferson – azonban kritizálták a szerződést és inkább a francia orientációt szorgalmazták. Washington némi fontolgatás után támogatta a Jay-szerződést, mert így elkerülhette a háborút Nagy-Britanniával.
A britek beleegyeztek a Nagy-tavak melletti erődjeik kiürítésébe és sikerült véglegesíteni az amerikai–kanadai határt is. A kormány kiegyenlítette a forradalom előtti időszakból származó adósságokat, a britek pedig megnyitották az amerikai kereskedőhajók előtt karibi kikötőiket. A szerződés egy évtizedre békét és előnyös kereskedelmi lehetőségeket biztosított. Jefferson szerint azonban inkább felingerelte a franciákat és "nem annyira elkerülte, hanem kiváltotta" a háborút. Tény, hogy a Franciaországgal való viszony hűvösebbé vált és Washington utódja, John Adams idején a konfliktusok háborúig eszkalálódtak. Az elnöknek vissza kellett hívnia párizsi nagykövetét, James Monroet, mert ő is ellenezte a Jay-szerződést, de a francia kormány nem ismerte el utódját. Két nappal Washington elnöki ciklusának letelte előtt a Direktórium bejelentette, hogy engedélyezi az amerikai hajók feltartóztatását.

### Indián ügyek

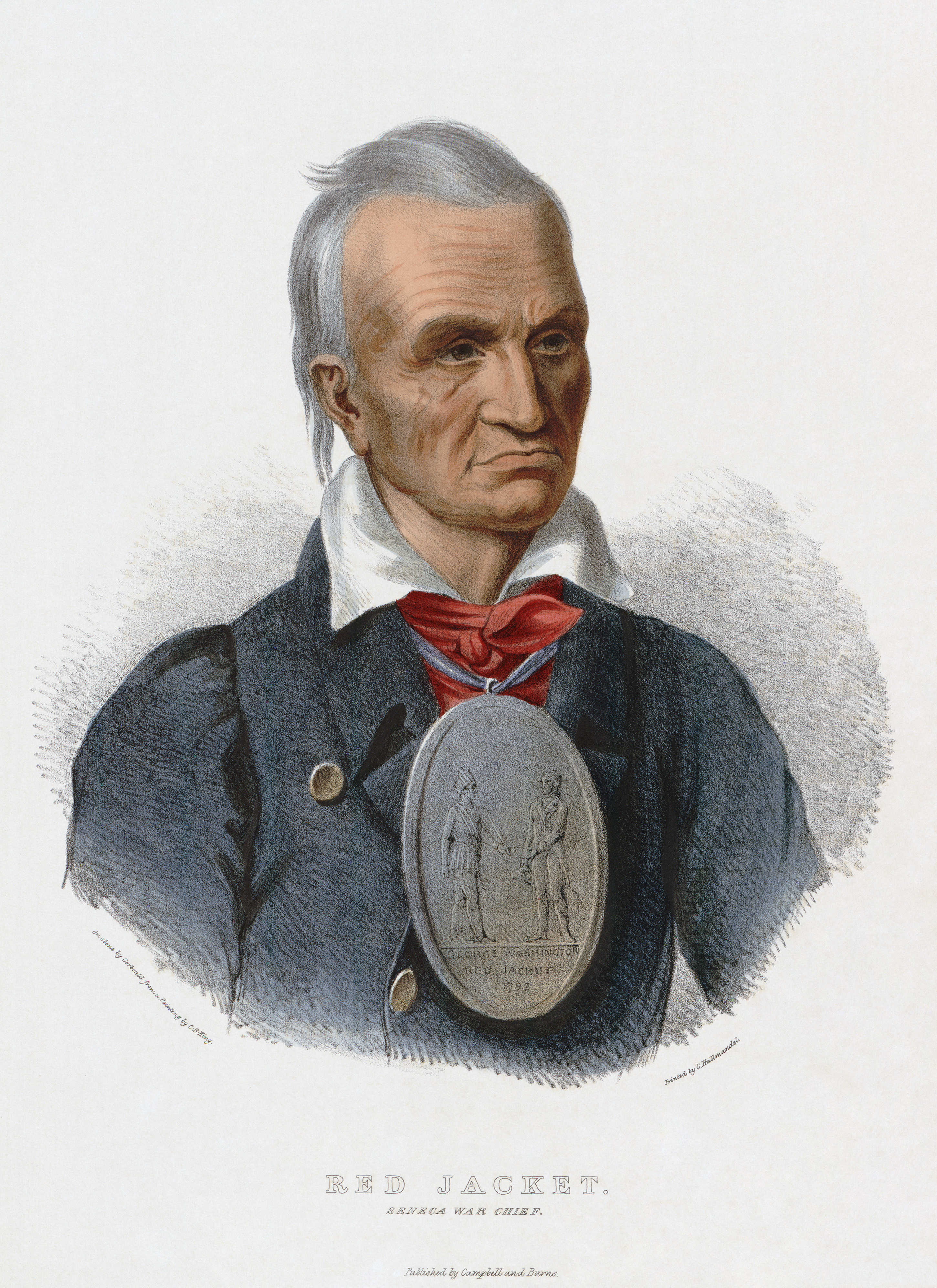
Sagoyewatha (Vöröskabát) szeneka törzsfőnök volt Washington békekövete az Északnyugati Konföderációhoz

Washington azt hirdette, hogy az Egyesült Államok kormányának az igazság és emberiesség elvei alapján kell intéznie az indián ügyeket, a földhasználatot pedig szerződésekkel kell szabályozni. A kormány a jelentősebb törzseket nemzeteknek kijáró külsőségekkel kezelte; maga az elnök philadelphiai rezidenciájában maga is bort ivott és békepipát szívott velük. Több alkalommal próbált kiegyezni velük, integrálni szerette volna őket az európai eredetű lakosságba és egy indián meggyilkolását azonos súlyú bűnnek ítélte egy fehérével (ebben a határvidéki telepeseknek más volt a véleménye). Henry Knox hadügyminiszter is tett próbálkozásokat a mezőgazdaság népszerűsítésére az őslakosok körében.
A délnyugati határvidéken is rendszeresek voltak villongások és a kölcsönös megtorlások. 1790-ben Washington meghívta a krík főnökét, Alexander McGillivrayt, valamint 24 másik törzsfőnököt a helyzet tisztázására. A tárgyalások közben külföldi követeknek kijáró tisztelettel bántak velük. A New York-i szerződésben az indiánok feladták vadászterületeik jelentős részét és ígéretet tettek a szökött rabszolgák kiadására, cserébe ellátták őket mezőgazdasági készletekkel, McGillivray pedig dandártábornoki rangot és évi 1500 dolláros fizetést kapott.

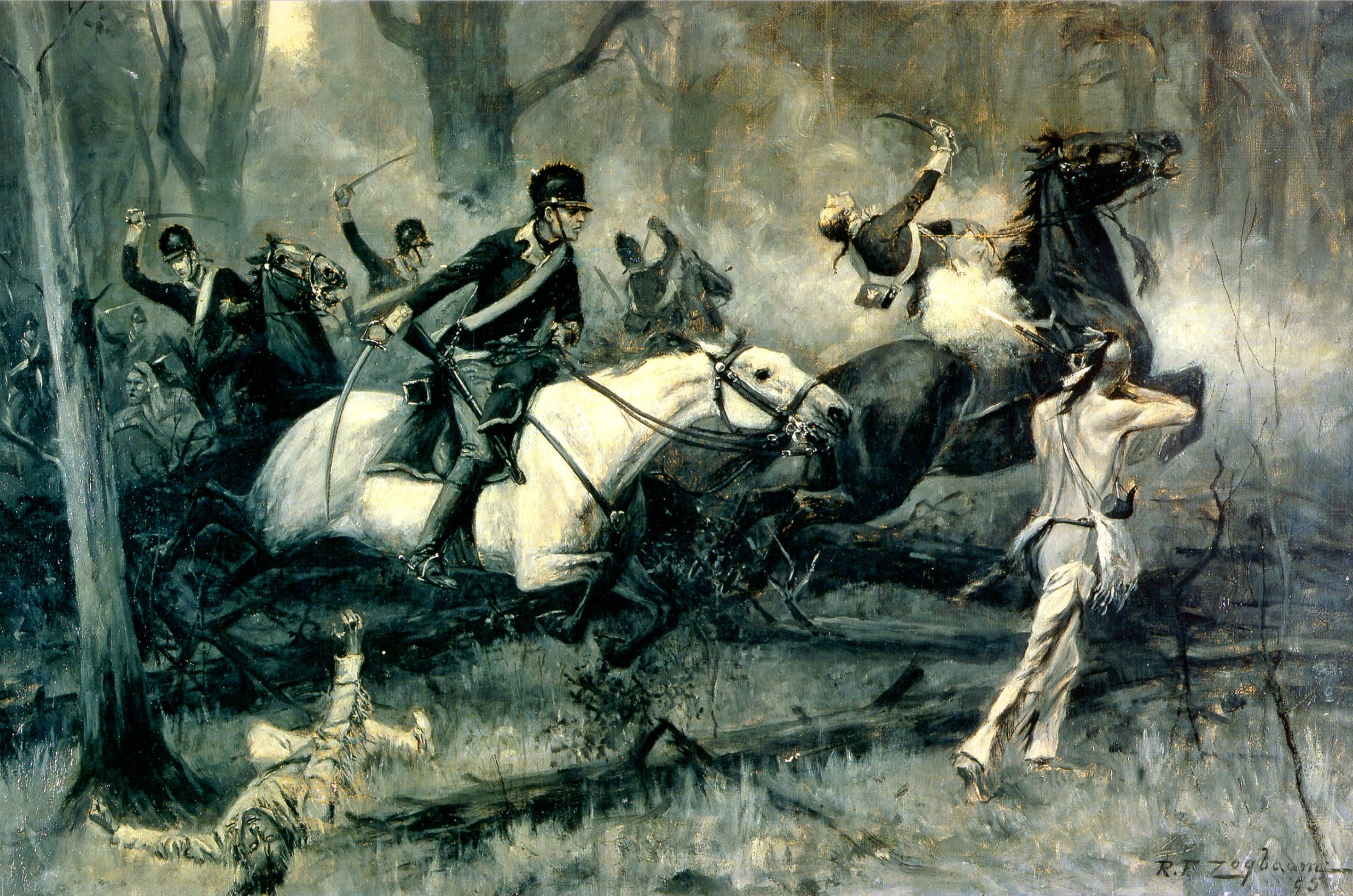
A Fallen Timbers-i csata

A párizsi béke aláírása után a britek sokáig megtagadták határvidéki erődjeik kiürítését, sőt felbujtották az indián törzseket az amerikai telepesek megtámadására. Az északnyugati törzsek konföderációba egyesültek a majamik törzsfőnökének, Kis Teknősnek a vezetésével és a brit segítséggel 1783 és 1790 között mintegy 1500 telepest öltek meg. Az elnök 1790-ben Josiah Harmar dandártábornokot bízta meg a térség pacifikálásával, de az indiánok kétszer is megfutamították a csapatait és végül kénytelen volt visszavonulni. Az őslakosok gerillataktikával igen hatékonyan tudtak harcolni a kis létszámú szövetségi katonaság ellen. Washington ezt követően Arthur St. Clair tábornokot küldte a konföderáció ellen, de Kis Teknős emberei meglepetésszerűen megtámadták a mintegy ezerfős kontingenst és kétharmadukat lemészárolták. Washingtont felháborította az indiánok szükségtelen brutalitása, mert azok valamennyi foglyukat megölték, beleértve a nőket és a gyerekeket is.
St. Clair lemondott, helyét a függetlenségi háborúban már bizonyított Anthony Wayne vette át. A tábornok hosszas kiképzéssel felkészítette katonáit az indiánok taktikájára és kellő fegyelmet is vert a St. Clair idején elkényelmesedett csapatokba. 1794 augusztusában Wayne elindult a majamik szállásterületére, hogy felégesse falvaikat és elpusztítsa terményeiket. A túlerőben levő amaerikaiak a Fallen Timbers-i csatában legyőzték a konföderációt, majd a békekötés után kiűzték az indiánokat az Ohio-völgy kétharmadáról.

### Második elnöksége
Washington eredetileg vissza akart vonulni első elnökségének lejárta után. A közel négy év alatt kezelnie kellett saját kabinetje folytonos belharcait, a pártok rá irányuló kritikáit, felesége is hazavárta; Washington így kevés lelkesedést érzett arra, hogy újrainduljon a választáson. Mount Vernon-t felügyelő unokaöccse, George Augustine Washington is súlyosan megbetegedett. James Madison azonban figyelmeztette, hogy ha visszavonul, egy köztiszteletnek örvendő, mérsékelt elnök hiányában az egyre szélesebb pártpolitikai szakadás a kabineten és a kongresszuson belül még veszélyesebbé válhat. Jefferson is kérte hogy maradjon és megígérte hogy felhagy Hamilton elleni támadásaival.
Az 1792-es elnökválasztás közeledtével Washington nem jelentette be nyilvánosan indulását, de tudtára adta környezetének, hogy újra sorompóba száll. Az elektorok 1793. február 13-án ismét egyhangúlag megválasztották az ország elnökének. John Adams 77 szavazattal (a második helyezett George Clinton 50-et kapott) alelnök maradhatott. Beiktatásának körülményei ezúttal szerényebbek voltak: 1793. március 4-én kocsiján egyedül érkezett a philadelphiai Congress Hallba, ahol a Legfelsőbb Bíróság egyik tagja, William Cushing beiktatta hivatalába. Washington egy rövid beszéd után egészségi állapotára hivatkozva hazatért rezidenciájára.
1793. április 22-én Washington kiadta semlegességi nyilatkozatát, melyben az Egyesült Államok semleges félnek nyilvánította magát a forradalmi Franciaország és Nagy-Britannia háborújában, mindkét felet barátságáról és pártatlanságáról biztosította, egyben figyelmeztette az amerikai állampolgárokat, hogy ne avatkozzanak a konfliktusba. A francia viszonyt beárnyékolta Edmond-Charles Genêt követ visszahívatása is, mert az nyíltan támadta Washington semlegességi politikáját és kieszközölte, hogy négy amerikai hajó a britekkel szövetséges Spanyolország hajóira támadjon Floridában. A francia orientációt pártoló Jefferson 1793 júliusában lemondott a külügyminiszteri posztról. Az elnök 1794-ben aláírta az amerikai hadiflottát létrehozó törvényt, melynek alapján hat fregattot építettek az észak-afrikai kalózok elleni harcra.
1795 januárjában családi okokból Hamilton is lemondott, de továbbra is barátok maradtak az elnökkel. Helyét Oliver Wolcott vette át. Ugyanekkor Knox is kénytelen volt lemondani a hadügyminiszterségről, mert elterjedt a híre, hogy a fregattok építéséből személyes hasznot húzott.
Elnöksége utolsó hónapjaiban a pártok sajtótámadásainak volt kitéve. Az újságok kapzsisággal és nagyravágyással vádolták, mire Washington felhívta a figyelmüket, hogy a háború idején fizetés nélkül szolgálta a nemzetet és a csatákban az életét kockáztatta. Mint búcsúüzenetéből is kiderül, a sajtót megosztó, "ördögien" hazudozó intézménynek tartotta. Második ciklusának lejártával személyes és politikai okok által vezetve, végleg visszavonult. Nem elvei miatt tagadta meg a harmadik választáson való indulást, de példájával precedenst teremtett.

### Búcsúüzenete

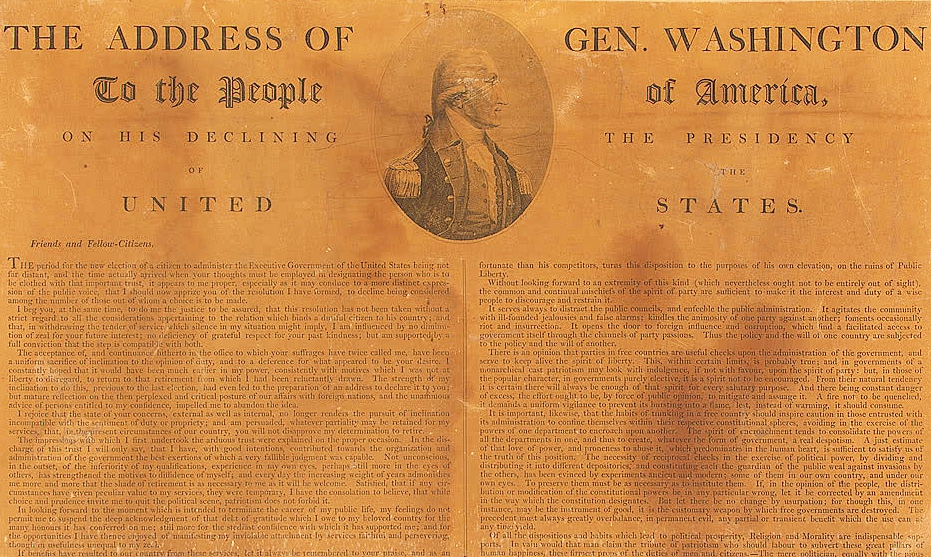
Washington búcsúüzenete (1796. szeptember 19.)

Visszavonulására készülve Washington már 1792 májusában megkérte James Madisont, hogy fogalmazzon meg egy búcsúbeszédet. A kéziratot 1796 májusában elküldte Hamiltonnak, aki jelentős változtatásokat eszközölt benne, majd Washington elkészítette a végleges változatot. A búcsúüzenetet az American Daily Advertiser újság közölte 1796. szeptember 19-én.
Washington felhívta a figyelmet, hogy elsődleges fontosságú a nemzeti identitás védelme, hogy az egyesült Amerika a szabadság és a jólét biztosítéka. Három nagy, a nemzetre leselkedő veszélyre hívta fel a figyelmet: a regionalizmusra, a pártoskodásra és a külföldi befolyásra. Felszólította honfitársait, hogy a közjó érdekében tegyék félre a pártharcokat. Szerinte az Egyesült Államoknak saját érdekeit kell követnie, kerülni a külföldi szövetségeket, mert befolyásuk alá vonják az ország belügyeit. Hasznosnak ítélte a kereskedelem és a baráti viszony fenntartását az európai országokkal, de óvott attól, hogy az amerikaiak belekeveredjenek háborúikba. Hangsúlyozta, hogy a a vallás és az erkölcs nélkülözhetetlen támaszai a köztársaságnak. A búcsúüzenet általánosságban Hamilton föderalista nézeteit és gazdaságpolitikáját tükrözte.
Közzététele után a republikánusok, különösen Madison bírálták az elnök búcsúüzenetét, azt túlságosan britpártinak és franciaellenesnek tartva.

## Visszavonulása után (1797–1799)
1797 márciusában Washington visszavonult Mount Vernonba és idejét ültetvényei, valamint egyéb érdekeltségei igazgatásával töltötte. Ültetvényei nem sok jövedelmet hoztak, nyugati birtokai pedig rendszeres indián támadásoknak voltak kitéve és bérlői nem voltak hajlandók fizetni. Utóbbiakat megpróbálta eladni, de nem talált rá vevőt. Politikai nézeteit illetően még inkább a föderalisták felé fordult. Támogatta a letelepedési törvényt, amely megnehezítette az állampolgárság elnyerését és meggyőzte a föderalista John Marshallt hogy induljon a Jefferson-párti kongresszusi jelöltekkel szemben.
Ahogy a viszony Franciaországgal egyre feszültebbé vált, Washington felajánlotta segítségét James McHenry hadügyminiszternek a hadsereg megszervezésében. Mivel az amerikaiak kereskedtek a britekkel, a franciák feltartóztatták az amerikai hajókat, ami az ún. kváziháborúvá fajult. Washington utóda, John Adams anélkül nevezte ki őt a hadsereg főparancsnokává 1798 júliusában, hogy előzetesen konzultált volna vele. Washington elfogadta a kinevezést és egészen másfél évvel későbbi haláláig betöltötte a posztot. Részt vett a hadsereg felállításának tervezésében, bár részletekbe nem bonyolódott. A tényleges parancsnokságot Hamiltonra bízta, aki ideiglenesen tábornoki rangot kapott. A franciák nem szálltak partra az Egyesült Államokban, így a hadseregre végül nem volt szükség.

### Halála

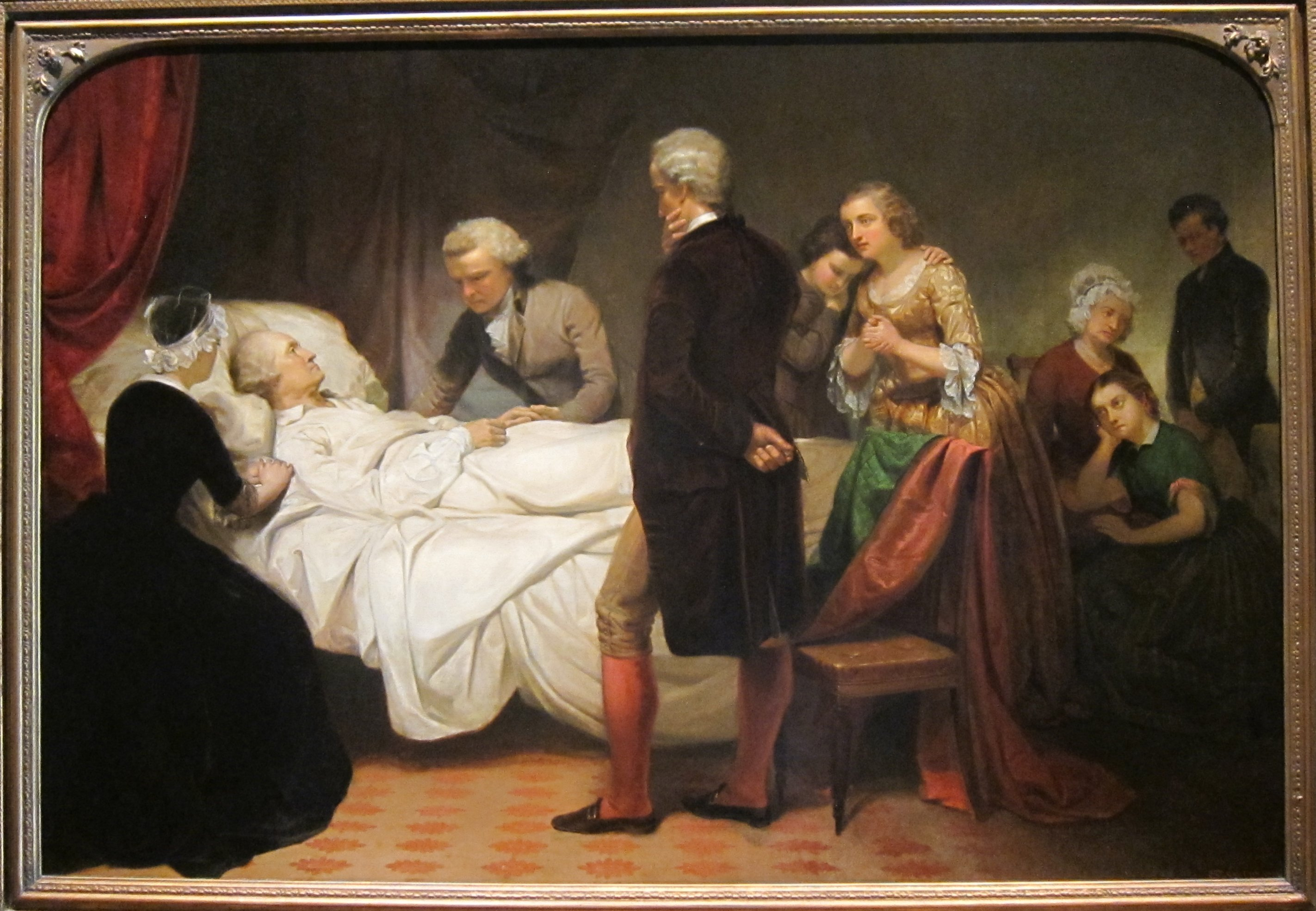
Washington a halálos ágyán (Junius Brutus Stearns képe, 1799

1799. december 12-én Washington hóesésben, havas esőben lovagolta végig farmjait. Késve érkezett haza és nem akarván várakoztatni vacsoravendégeit, nem vette át nedves ruháit. Másnapra megfájdult a torka, de ennek ellenére kiment a hóesésbe, hogy megjelölje a kivágandó fákat. Estére mellkasszorulásra panaszkodott, másnap reggel pedig begyulladt a torka és nehezen kapott levegőt. Utasította intézőjét, hogy vágjon eret rajta és eresszen le egy pintet (0,47 l) a véréből. Három orvost is hívtak hozzá, akik további érvágást javasoltak, összesen 5 pintet engedve ki belőle, de az elnök állapota gyorsan romlott. Haldoklása közben lelkére kötötte titkárának, Tobias Learnek, hogy várjanak három napot a temetésével, mert félt, hogy élve kerül a sírba. A titkár szerint 1799. december 14-én este 10 és 11 között békésen halt meg. Rajta kívül felesége, Martha is ott volt a halála pillanatában. Ezek voltak utolsó szavai "Hát jó" ('Tis well). Hatvanhét éves volt.

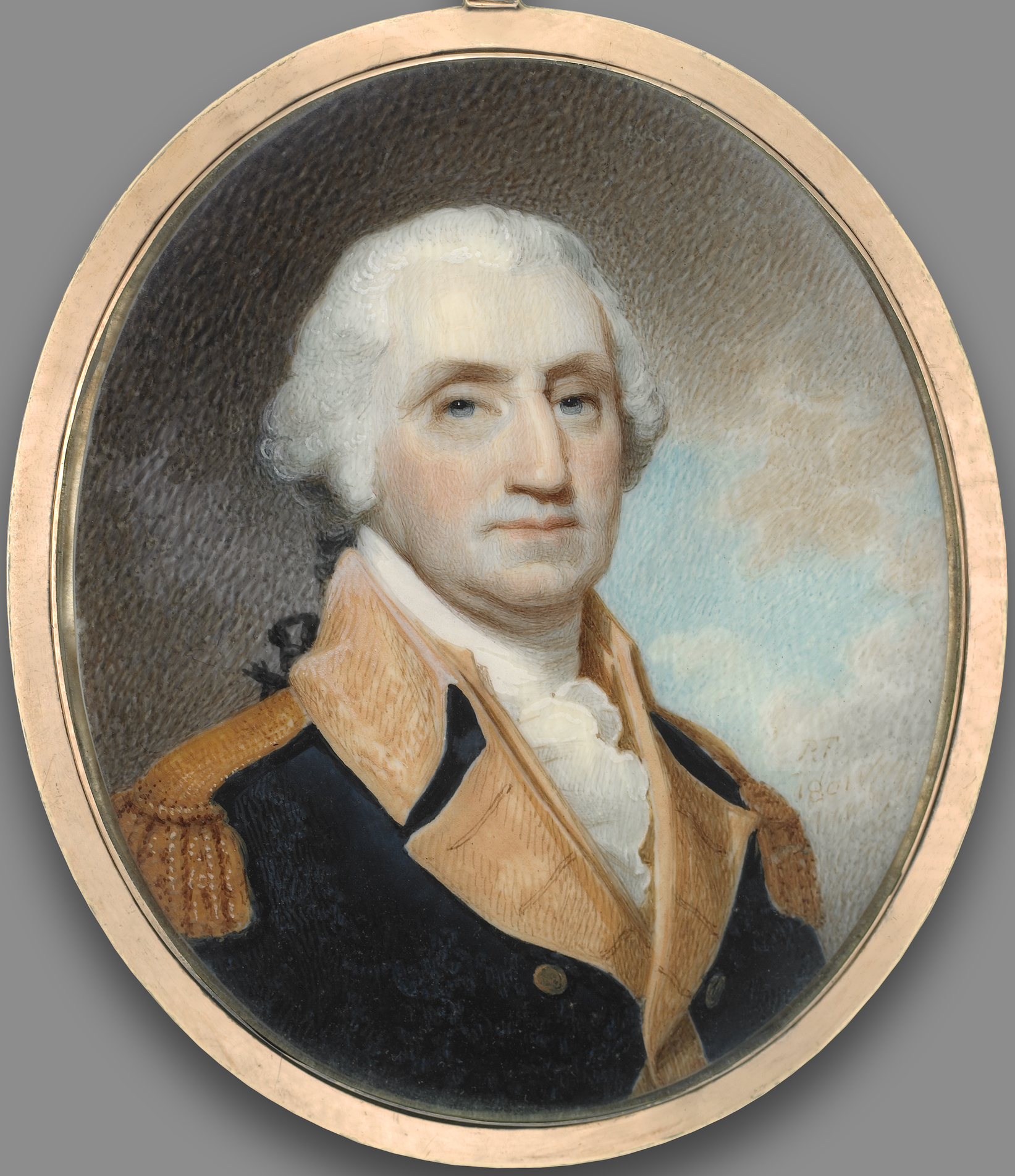
Washington miniatúra arcképe (Robert Field, 1800)

Halálhírére a kongresszus azonnal felfüggesztette az ülésezést, másnap pedig fekete lepellel borították be a kongresszus elnökének székét. A temetésre négy nappal halála után, 1799. december 18-án került sor, Mount Vernonban; holttestét a családi kriptában helyezték el. A ceremónián jórészt csak családtagok és barátok vehettek részt, de a menetet lovas és gyalogos katonák vezették, a koporsót pedig hat ezredes vitte. Ahogy halálhíre elterjedt az országban, megemlékezéseket tartottak, megszólaltatták a templomok harangjait, sok üzlet bezárt. Martha egy évig fekete özvegyi fátylat hordott, levelezésük nagy részét pedig magánéletük védelme érdekében elégette, csak öt levél maradt meg.
Washington betegségének diagnózisa és halálának oka szinte halála napja óta vita tárgya. Orvosainak (James Craik, Gustavus Richard Brown, és Elisha C. Dick) közzétett jelentése szerint cynanche trachealis-t (légcsőgyulladást) diagnosztizáltak nála, amivel a kor gyakorlata szerint a súlyos felsőlégúti gyulladásokat jelölték, beleértve a mandulagyulladást is. Már a kortársak is műhibával vádolták az orvosokat, vagyis hogy gyakorlatilag kivéreztették a volt elnököt. Egyes mai feltevések szerint Washingtonnak súlyos epiglottisz-gyulladása lehetett, amit tovább komplikált az orvosok által hashajtóként használt higany-klorid és a vérveszteség okozta hipovolémiás sokk.
Washington teljes vagyonát mai értéken 594 millió dollárra becslik; ebben benne volt több mint 300 rabszolgája is.
1830-ban a birtok egy elbocsátott kertésze ellopta Washington koponyáját a kriptából, legalábbis amit ő annak gondolt, mert valójában egy másik családtag maradványait vitte el. Ezt követően a kriptát átépítették, hogy biztonságosabb legyen. 1832-ben a kongresszusban felvetették, hogy az első elnök maradványait egy fővárosi sírboltba kellene átvinni, de a javaslat a déli képviselők ellenállásán megbukott. 1837-ben Washington eredeti ólomkoporsóját egy márványszarkofágba helyezték át. A szarkofágot lezárták és egy külső kriptát építettek köré; ma itt található George és Martha Washington sírja, míg a többi családtagé a belső kriptában maradt.

## Személyisége, magánélete

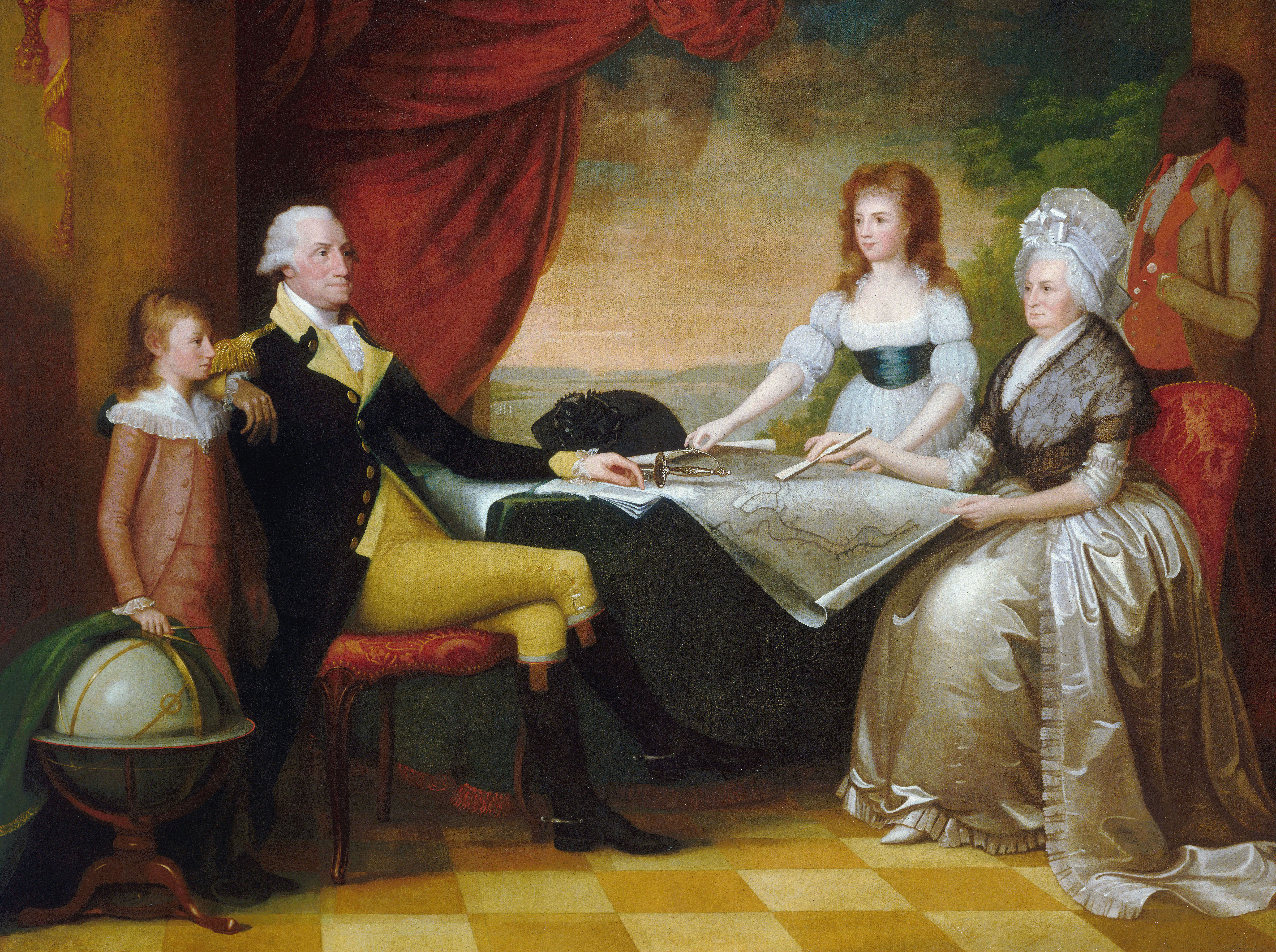
A Washington-család (George és Martha Washington, valamint Martha unokái)

Washington személyisége némileg tartózkodó, zárkózott volt, de általában határozottan, parancsolóan tudott fellépni. Ha szükség volt rá, beszédeket mondott, de nem tartották számon kiváló szónokként vagy vitapartnerként. Fizikailag kortársai többsége fölé emelkedett: a különböző források 1,83-1,92 m magasságúnak, 95–100 kg súlyúnak mondják és közismerten erős ember volt. Szeme kékesszürke volt, haja vörösbarna, de a kor divatja szerint fehérre rizsporozta. Gyakran szenvedett a fogfájástól és idős korára egy kivételével minden fogát elvesztette; emiatt műfogsort viselt. Fogfájásának enyhítésére laudánumot szedett.
Kiváló lovas volt. Mount Vernon-i birtokán telivéreket tenyésztett, két kedvencének a Blueskin és a Nelson neveket adta. Thomas Jefferson azt mondta róla, hogy "korának legjobb lovasa és a legelegánsabb figura akit csak látni lehet lóháton". Gyakran vadászott rókára, szarvasra, kacsára vagy egyéb vadakra. Jól táncolt, gyakran járt színházba. Bár mértékkel maga is ivott, az alkoholizmust, dohányzást, szerencsejátékot, káromkodást elítélte.

### Nézetei
Washington egész életében buzgó anglikán keresztény volt. Húsz éven át tagja volt egyházközsége tanácsának. Naponta olvasta a Bibliát, környezetét és később a nemzetet is gyakori imádkozásra buzdította. A függetlenségi háború előtt gyakran járt istentiszteletre, de később ezt a szokását elhanyagolta, amiért lelkésze, James Abercrombie meg is dorgálta.
Washington a deista gondolkodóktól eltérően abban hitt, hogy Isten aktívan gondoskodik teremtményeiről. A felvilágosodás korának szokása szerint Istent Gondviselésnek, Teremtőnek, Mindenhatónak, Legfőbb Lénynek nevezte. Hite szerint Isten jelen volt a csatatereken, tőle függött a háborúk kimenetele, óvta életét, sőt beavatkozott a politikába is, elsősorban az Egyesült Államok létrehozásának támogatásával. Érdekes módon Jézust egyszer sem említi magánleveleiben, és nyilvános szövegeiben is csak igen ritkán. Gyakran idézett a Bibliából vagy az anglikán imakönyvből.
A vegyes felekezetű országban Washington felhívta a figyelmet a vallási tolerancia fontosságára. Rendszeresen megjelent más felekezetek istentiszteletein is és betiltotta a hadseregben a katolikusellenes megnyilvánulásokat. Birtokain felekezetre való tekintet nélkül alkalmazta dolgozóit. Bár egyértelműen magáévá tette a felvilágosodás eszméit és értékeit, nem fordult az egyház vagy annak papjai ellen. 1793-ban a svedenborgi Új Egyház baltimore-i gyülekezete előtt kijelentette: "Alapos okunk van örvendezni azon, hogy ebben az országban az igazság és értelem fénye győzedelmeskedett a vakbuzgóság és babonaság fölött."

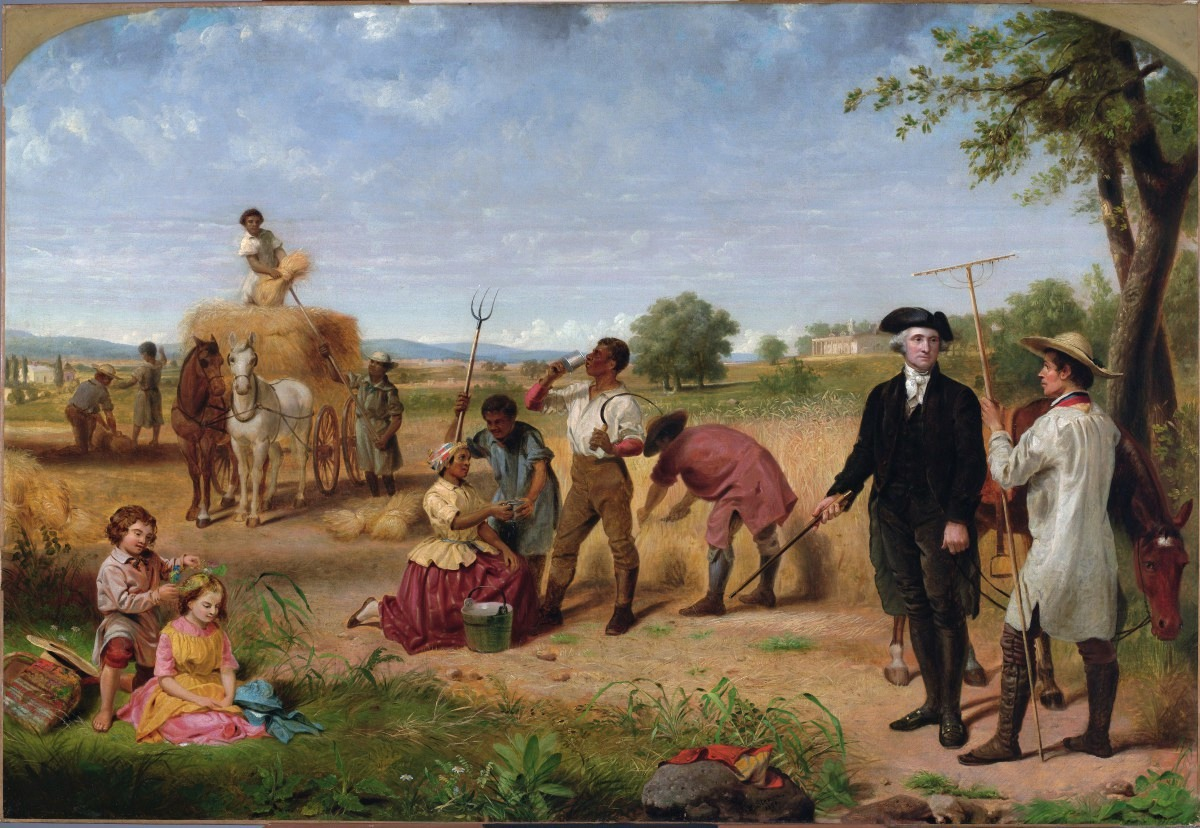
Washington Mount Vernon-i birtokán (Junius Brutus Stearns képe, 1851

Washington húsz évesen, 1752-ben csatlakozott az akkor alapított fredericksburgi szabadkőműves páholyhoz és egy éven belül elérte a mesteri fokozatot. A 18. században a szabadkőművesség általánosan elismert intézmény volt, amely az erkölcsi nevelés fontosságát, a racionalitás, értelem, testvériség értékeit igyekezett terjeszteni. Az amerikai páholyok nem voltak olyan egyházellenesek, mint európai társaik. Washington a későbbiekben is nagyra tartotta a szabadkőművességet, de csak ritkán látogatta páholyát. 1777-ben felkérték, hogy legyen a virginiai páholyok szövetségének nagymestere, de katonai kötelezettségei miatt elutasította a kérést. 1782 után is gyakran érintkezett szabadkőművesekkel, és a virginiai taglistán "mester" fokozatúként volt feltüntetve.

### Rabszolgaság
Virginiai ültetvényesként Washington számos rabszolgát birtokolt. Fiatalon a földbirtokkal örökölte őket, később pedig maga is vásárolt legalább hetvenegyet.    Nézetei ekkoriban nem különböztek a többi ültetvényesétől, később azonban fokozatosan abolicionista irányba mozdult el. Eleinte gazdasági gondjai, a háború során pedig Lafayette és Hamilton hatására erkölcsi szempontból is megkérdőjelezte az intézmény létjogosultságát. Kételyeit azonban mindig csak magánemberként hangoztatta, elnökként óvakodott egy ilyen társadalmat megosztó kérdésben megnyilvánulni. Halálának évében 317 rabszolgát számláltak össze Mount Vernon-ban, közülük 143 gyerek volt Ebből 124 volt Washington tulajdona, 40-et bérelt, 153 pedig felesége örökségéhez tartozott. Végrendeletében előírta, hogy felesége halála után valamennyi saját rabszolgáját szabadítsák fel (azért nem azonnal, mert többük házasságban élt Martha szolgáival), addig is pedig megtiltotta eladásukat, vagy az államból való kivitelüket. Martha egy évvel férje halála után felszabadította a rabszolgákat.

## Megítélése

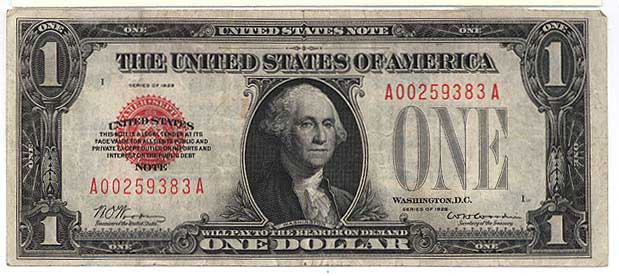
George Washington az egydolláros bankjegyen

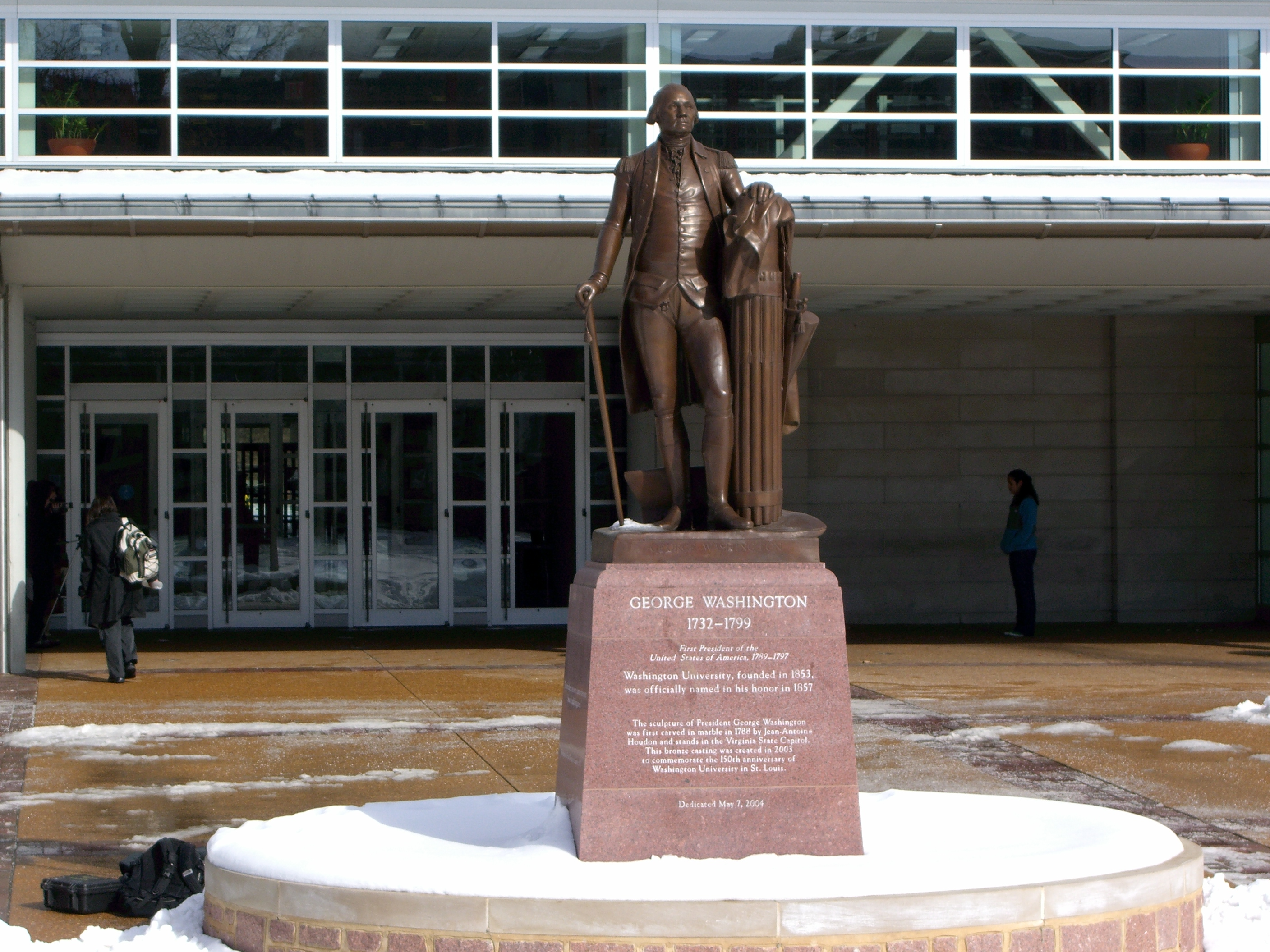
Szobra a St. Louis-i Washington-egyetem előtt

George Washington a függetlenségi háború főparancsnokaként és a köztársaság első elnökeként az Egyesült Államok egyik nemzeti hőse. Harcostársa, Light-Horse Harry Lee gyászbeszédében így jellemezte őt: "Első a háborúban, első a békében és első honfitársai szívében". Máig ez az idézet jellemzi legjobban az amerikai nép viszonyulását Washingtonhoz. Egyike az USA "alapító atyáinak" (már 1778-ban is a "Haza atyjának" nevezték). Elnöksége során számos máig élő hagyományt és precedenst teremtett. A történészek szerint népszerűségének fő oka jelleme volt, a "tisztesség, önuralom, bátorság, teljes őszinteség, eltökéltség és határozottság, ezenfelül a béketűrés, tisztességtudás és mások tisztelete".
Egy gyarmatbirodalom elleni első sikeres felszabadító harc vezetőjeként Washington hamarosan a szabadság és nemzeti önrendelkezés jelképévé vált. A föderalista párt hamar piedesztálra emelte, míg a jeffersoni republikánusok berzenkedtek a kultusza ellen és sokáig késleltették a Washington-emlékmű megépítését is. Kultusza már röviddel halála után elkezdődött, ennek volt egyik példája Parson Weems Washington-életrajza, amely számos, vitatott hitelességű anekdotát tartalmazott a fiatal generációk épülésére (többek között azt az ismert esetet, amikor a gyerek Washington összevagdosta apja cseresznyefáját, majd őszintén bevallotta tettét). Népszerűsége máig töretlen, a legjobb elnököket sorba állító felméréseken rendre az első ötben szerepel.
1781-ben (még elnökké választása előtt) Washingtont tagjai közé választotta az Amerikai Művészeti és Tudományos Akadémia. At 1970-es években, az ország alapításának kétszázadik évfordulóján posztumusz hadseregtábornoki rangot adományoztak neki, hogy senki sem viseljen magasabb katonai rangot nála.

### Emlékezete
George Washingtonról nevezték el az Egyesült Államok fővárosát. A nevet a leendő főváros helyét kijelölő háromtagú bizottság javasolta 1791-ben, első elnöksége idején.
Szintén róla kapta a nevét az USA egyik tagállama, így Washington máig az egyetlen elnök, akiról államot neveztek el. Az ő nevét viseli 31 amerikai megye és 241 kisebb-nagyobb település, 5 erőd, 15 hegy, 9 tó és egy sziget. Arcmása megtalálható a Mount Rushmore-emlékművön.
Az első elnök arcképe megtalálható az egydolláros bankjegyen, a negyeddolláros érmén, valamint az elnöki egydolláros érmesorozat egyik tagján.
Tizenegy felsőoktatási intézmény viseli a nevét, mint pl. a fővárosban található George Washington University vagy a Missouri-állambeli Washington University in St. Louis.
Magyarországon a budapesti Városligetben látható George Washington egész alakos szobra.

## Fordítás
- Ez a szócikk részben vagy egészben  a   George Washington című angol Wikipédia-szócikk ezen változatának fordításán alapul.  Az eredeti cikk szerkesztőit annak laptörténete sorolja fel. Ez a jelzés csupán a megfogalmazás eredetét és a szerzői jogokat jelzi, nem szolgál a cikkben szereplő információk forrásmegjelöléseként.